# Вступ України до Європейського Союзу

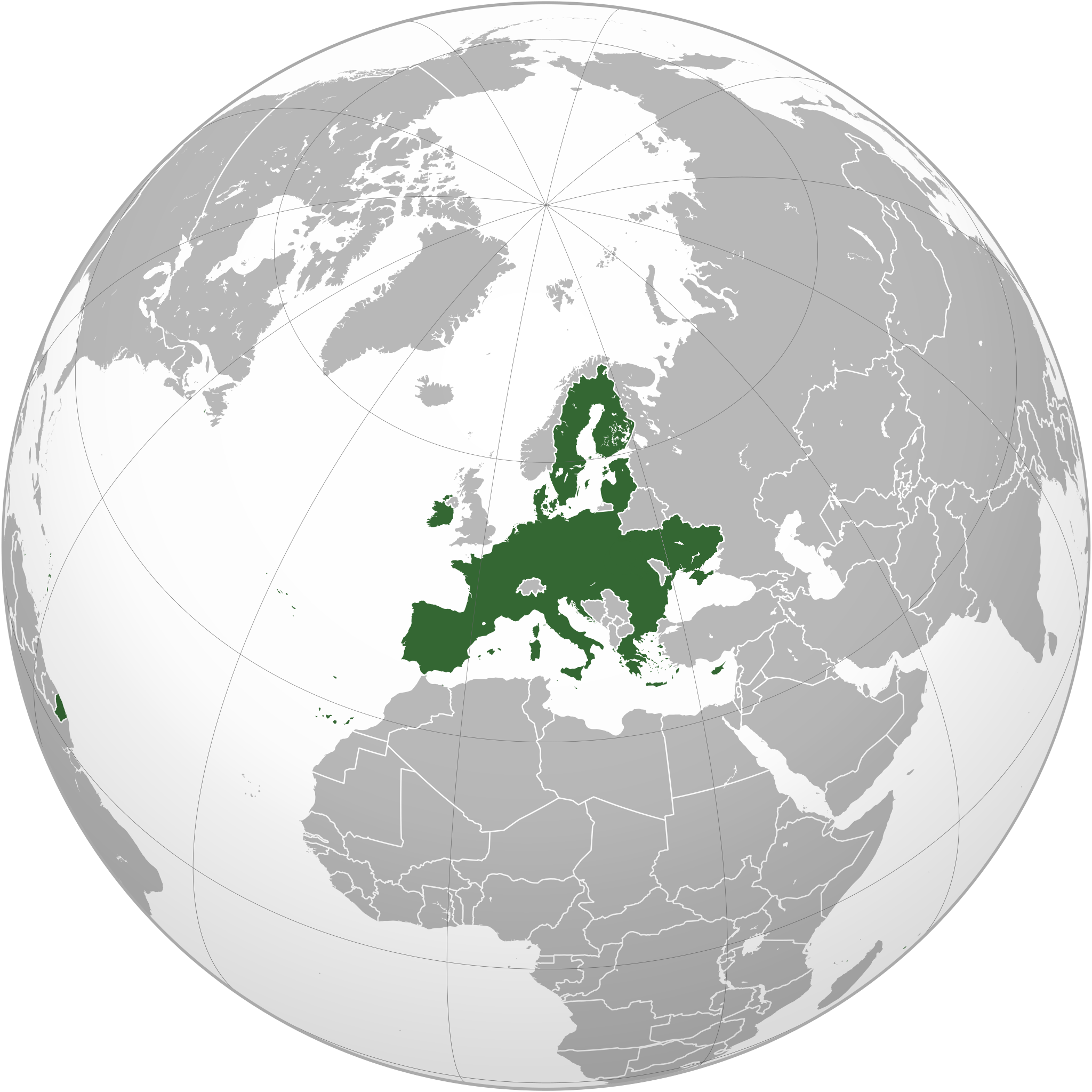
Мапа Європейського Союзу після вступу України

Вступ України до Європейського Союзу (ЄС) є на поточному порядку денному майбутнього розширення ЄС з 2022 року, коли вона подала заявку на вступ в умовах російсько-української війни, з метою поступової інтеграції в єдиний ринок ЄС і кінцевим вступом до ЄС. Це одна з восьми нинішніх країн-кандидатів на вступ до ЄС разом з Албанією, Боснією і Герцеговиною, Сербією, Молдовою, Північною Македонією, Чорногорією та Туреччиною.
28 лютого 2022 року, невдовзі після російського вторгнення, Україна подала заявку на членство в ЄС. Президент України Володимир Зеленський попросив негайного вступу за «новою особливою процедурою», а президенти восьми держав ЄС закликали прискорити процес вступу. 28 лютого 2022 року президент Єврокомісії Урсула фон дер Ляєн заявила, що Україна належить до ЄС. і блок хоче, щоб Україна приєдналася, але для цього знадобиться час. 1 березня 2022 року Європейський парламент рекомендував зробити Україну офіційним кандидатом на членство, а 10 березня 2022 року Європейська рада звернулася до Європейської Комісії з проханням дати висновок щодо заявки. 8 квітня 2022 року фон дер Ляєн особисто передала Зеленському опитувальник щодо членства в ЄС. 17 квітня 2022 року Україна завершила роботу над першою частиною опитувальника, а 9 травня — над другою.
17 червня 2022 року Європейська комісія рекомендувала Європейській раді надати Україні статус кандидата на вступ до Європейського Союзу. Одночасно Брюссель висунув вимоги щодо проведення реформ, надавши список із семи пунктів. Ці вимоги було необхідно виконати для того, щоб Україна зберегла статус кандидата, оскільки ЄС міг скасувати статус кандидата на членство у разі ігнорування офіційним Києвом порядку денного реформ.
Європейський парламент 23 червня 2022 ухвалив резолюцію із закликом невідкладно надати статус кандидата на членство в Європейському Союзі для України.. 23 червня 2022 року Європейська рада надала Україні статус кандидата на вступ до Європейського Союзу. 14 грудня 2023 року Європейська рада вирішила розпочати переговори про вступ України до Європейського Союзу, а 25 червня 2024 офіційно оголосили про початок переговорів.

## Основні етапи
Основні етапи вступу України до ЄС:
- 28 лютого 2022 року — Україна надіслала до ЄС заявку на членство.
- 17 червня 2022 року — Єврокомісія рекомендувала надати Україні статус кандидата на вступ до ЄС.
- 23 червня 2022 року — Європейська рада надала Україні статус кандидата.
- 14 грудня 2023 року — відкриття переговорів про вступ після виконання вимог.
- 14 червня 2024 року — ухвалення переговорної рамки про вступ.
- 25 червня 2024 року — початок переговорів[21].

### Поточний
- Адаптація законодавства України до законодавства ЄС у межах переговорних розділів.

### Майбутні
- Після закриття усіх переговорних розділів Єврокомісія надає оцінку щодо готовності України до вступу.
- Європейська рада та Європарламент ухвалюють рішення щодо закриття переговорів.
- Усі члени ЄС та Україна підписують і ратифікують угоду щодо вступу України до ЄС.

## Передумови
Після проголошення незалежності України у 1991 році європейський напрям було офіційно визначено головним напрямом зовнішньої політики України. Зокрема 2 липня 1993 року Верховна Рада України ухвалила Постанову «Про Основні напрями зовнішньої політики України», у якій декларувався намір України стати членом Європейських Співтовариств (ЄС), а також інших західноєвропейських або загальноєвропейських структур за умови, що це не шкодитиме національним інтересам України. Також декларувався намір укласти з ЄС Угоду про партнерство і співробітництво на шляху до отримання асоційованого, а згодом — повного членства в ЄС.

### Угода про партнерство та співробітництво
У 1994 році було укладено Угоду про партнерство і співробітництво між Україною та ЄС.
У 1996 році Президент України Леонід Кучма у виступі на засіданні Ради Європи вперше проголосив про бажання України стати повноправним членом Європейського Союзу. 11 червня 1998 року він затвердив це бажання у Стратегії інтеграції України до ЄС, у якій зокрема було зазначено, що національними інтересами України є набуття повноправного членства в ЄС, і визначалися основні пріоритети діяльності органів виконавчої влади на період до 2007 року, протягом якого мали бути створені передумови, необхідні для набуття Україною повноправного членства в Європейському Союзі. Середньостроковою метою Стратегії натомість визначалося набуття статусу асоційованого члена ЄС.

### Угода про асоціацію та Євромайдан

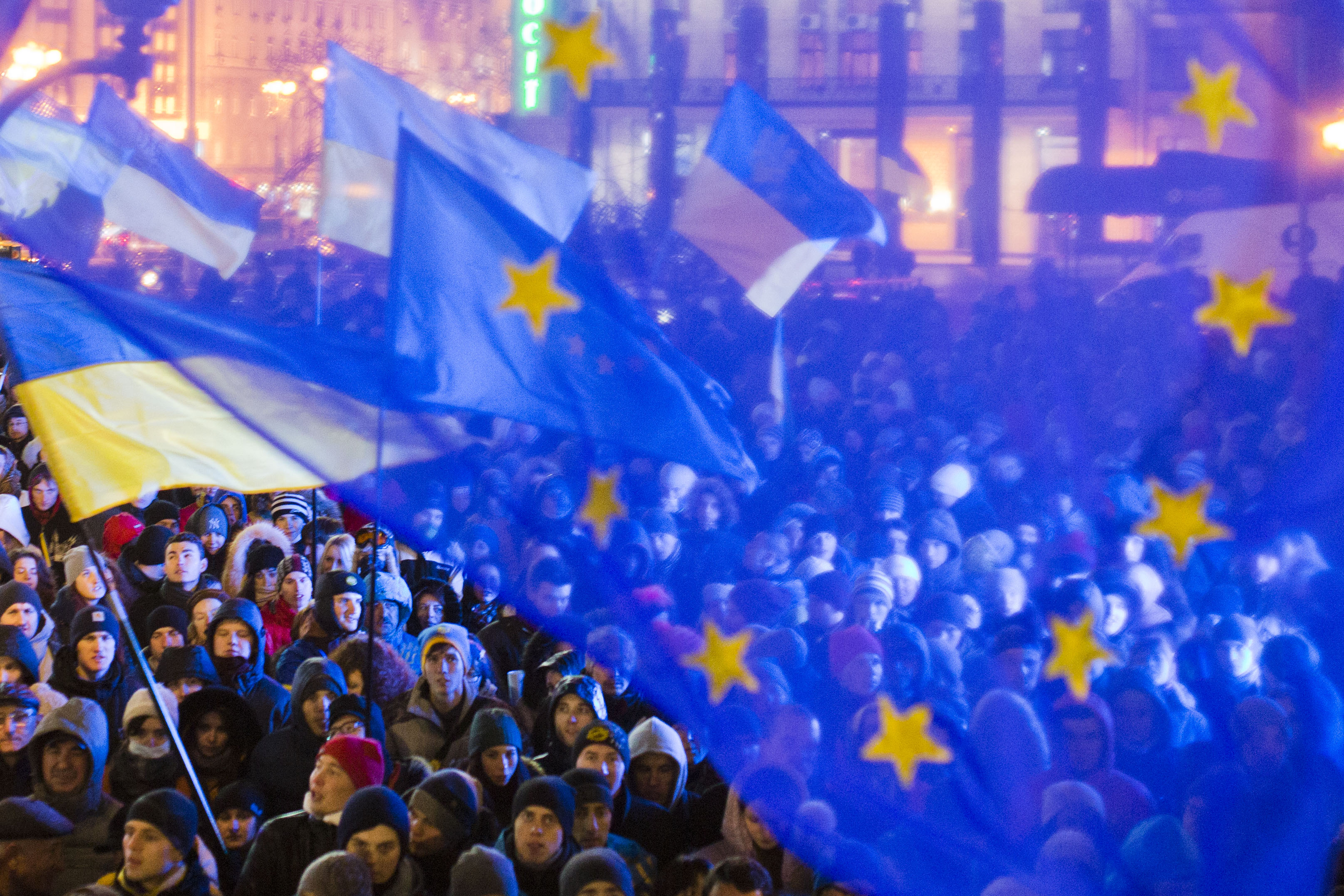
Євромайдан у Києві, 27 листопада 2013 року

З 2007 до 2013 року тривали переговори щодо укладення Угоди про асоціацію між Україною та ЄС на заміну Угоди про партнерство та співробітництво.
У листопаді 2013 року, після відмови Президента України Віктора Януковича під тиском Росії підписувати Угоду про асоціацію з ЄС, в Україні відбулися масові протести під назвою «Євромайдан», що згодом переросли у Революцію гідності, і призвели до повалення режиму Януковича і його втечі з країни, а також стали приводом для вторгнення Росії до Криму у лютому 2014 року.
Нова влада підписала Угоду про асоціацію з ЄС у березні—червні 2014 року.
Поглиблена та всеосяжна зона вільної торгівлі з Україною набула чинности 1 вересня 2017 року після тимчасового застосування з 1 січня 2016 року, а Угода про асоціацію повністю набула чинності 1 вересня 2017 року. Українським громадянам із 11 червня 2017 року було надано безвізовий режим для в'їзду до країн Шенгенської зони на термін до 90 днів протягом будь-якого 180-денного періоду.

### Зміни до Конституції та декларації про підтримку європейської перспективи
7 лютого 2019 року Верховна Рада України 334 голосами (з 450) зробила зміни до Конституції України, якими визначила стратегічним курсом держави набуття повноправного членства України в ЄС та НАТО.
У 2021 році Президент України Володимир Зеленський започаткував процес підписання декларацій про підтримку європейської перспективи України з окремими країнами ЄС у межах нової тактики зближення України з Євросоюзом. У таких деклараціях країнами ЄС декларувалося надання допомоги Україні у здобутті повноправного членства у ЄС, зокрема фіксувалася європейська перспектива України. Упродовж року Україна підписала такі декларації з 8 країнами ЄС: Болгарією, Естонією, Латвією, Литвою, Польщею, Словаччиною, Словенією та Хорватією.

## Заявка на членство

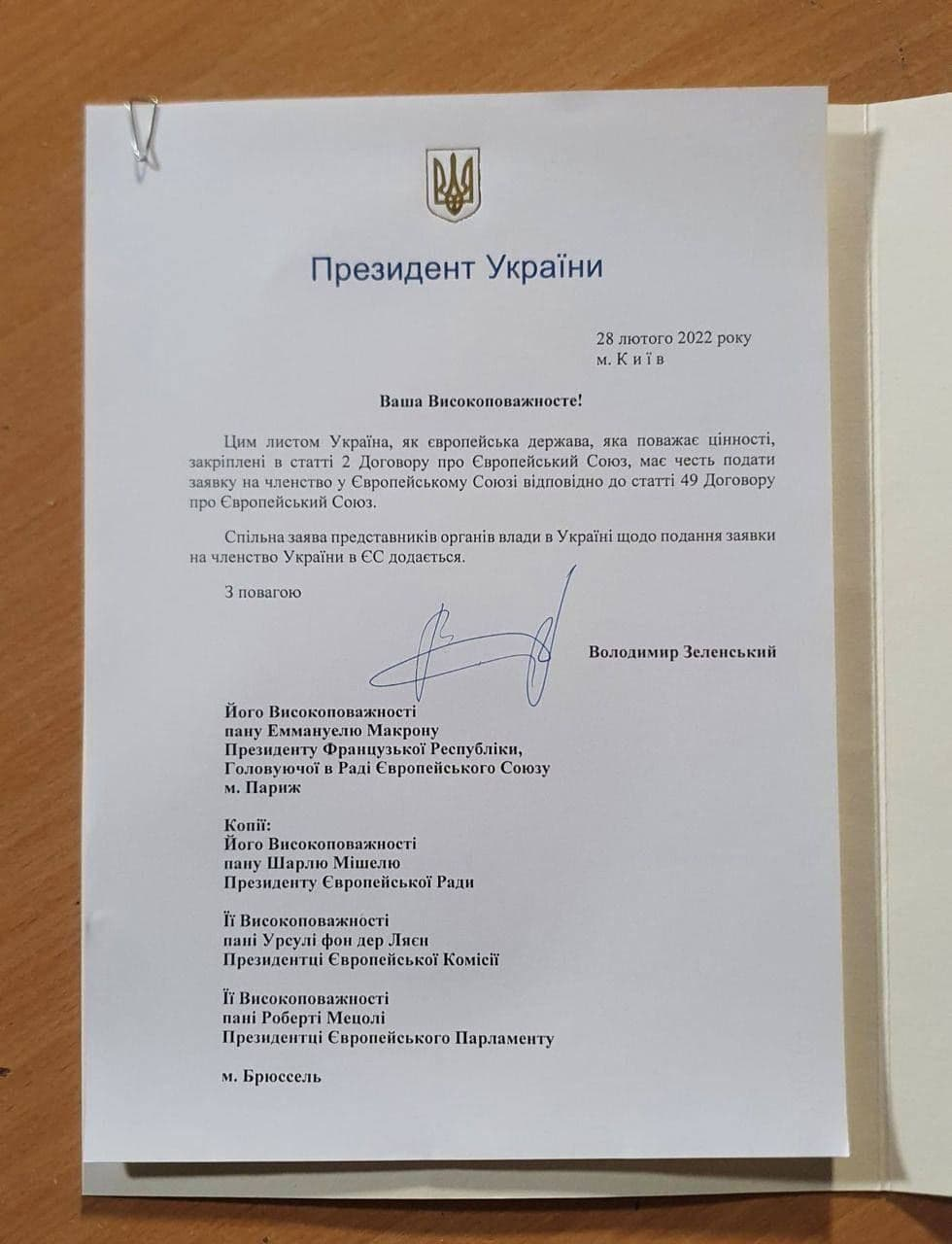
Повний текст заявки

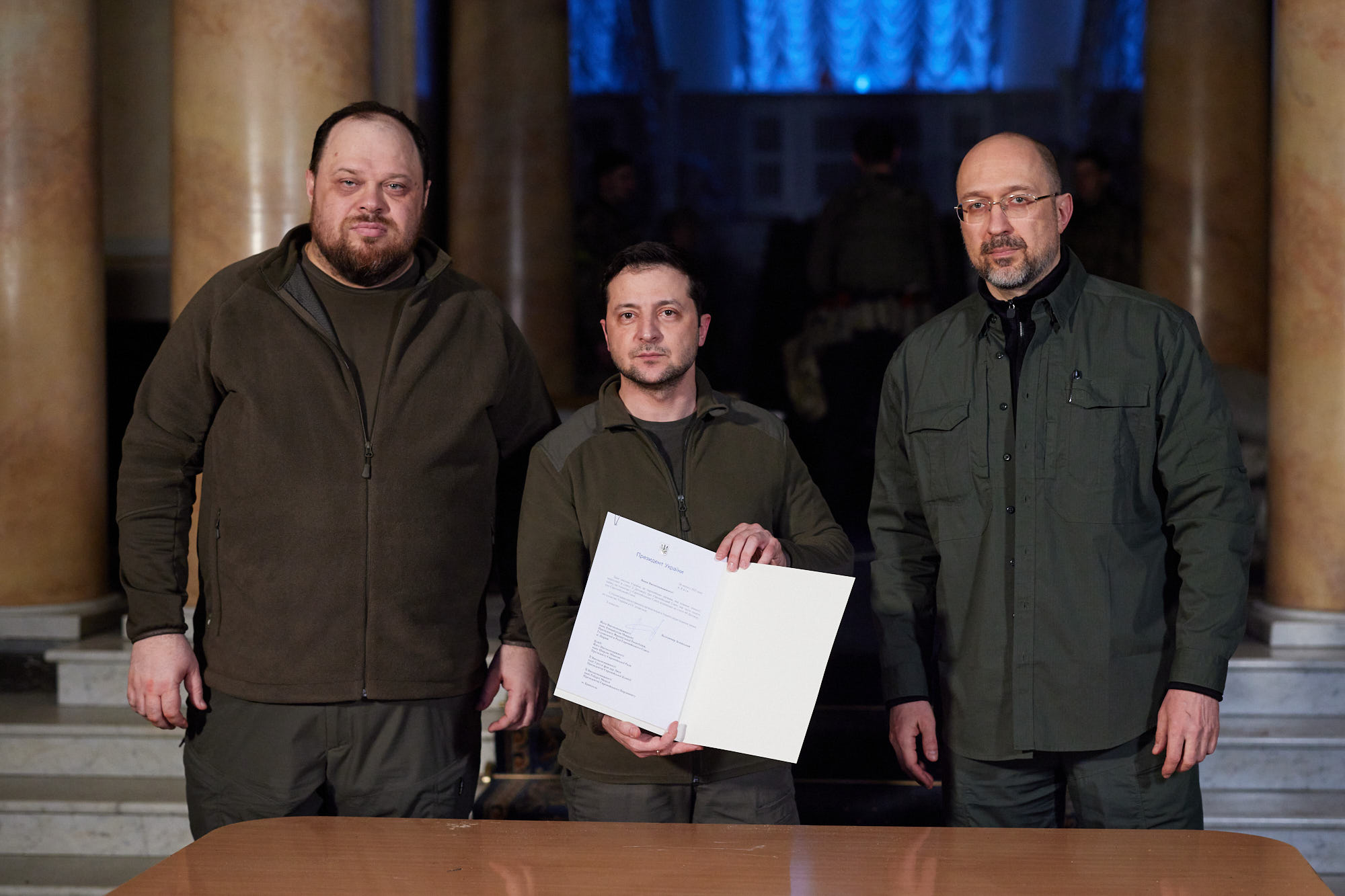
Під час підписання Заявки

28 лютого 2022 року, невдовзі після початку російського вторгнення, Президент України Володимир Зеленський підписав заявку на членство України в Європейському Союзі. Також Зеленський разом з Головою Верховної Ради Русланом Стефанчуком та Прем'єр-міністром Денисом Шмигалем підписали Спільну заяву щодо подання цієї заявки.
1 березня президент Володимир Зеленський виступив у Європарламенті і заявив, що Україна довела, що вибрала Європу, а тепер Європа має вибрати Україну і підтримати вступ до ЄС:
|  | ...У нас дуже мотивований народ. Ми боремося за наші права, свободу, за життя, а зараз ми боремося за виживання і це зараз наша найбільша мотивація. Але ми боремося і за те, щоби бути рівноправними членами Європи. Я вважаю, що сьогодні всім показуємо, що ми такі і є. З нами Європейський Союз буде точно міцнішим. Без вас Україна буде самотньою. |

1 березня Європейський парламент більшістю голосів (637 голосами «за», тільки 13 євродепутатів виступили «проти», 26 утрималися) затвердив резолюцію, яка рекомендує державам-членам ЄС працювати над наданням Україні статусу кандидата на вступ. Утім, голос Європарламенту є рекомендаційним.
3 березня заявки на членство в ЄС подали також Молдова та Грузія.
7 березня Рада ЄС закликала Єврокомісію оцінити заявки України, Молдови та Грузії, на членство в ЄС (Зазвичай рішення Єврокомісії щодо відповідності таких заявок займає від 15 до 18 місяців.)

### Опитувальник
8 квітня 2022 року Президентка Єврокомісії Урсула фон дер Ляєн офіційно передала Президенту України Володимиру Зеленському першу частину опитувальника, заповнення якого було необхідним кроком для надання Україні статусу кандидата на вступ до ЄС. Перша частина опитувальника складалася з політичної та економічної частин та містила майже 370 питань на близько 40 сторінках. Водночас фон дер Ляєн уточнила, що процедура оцінювання відповідей забере не роки, як зазвичай, а тижні, оскільки відносини України та ЄС є настільки розвинутими, що у Єврокомісії вже знають більшість відповідей. Натомість Володимир Зеленський уточнив, що Україна буде готова з відповідями вже за тиждень.
13 квітня 2022 року Єврокомісія передала Україні другу частину опитувальника, присвячену праву ЄС (acquis), що містила близько 2 тисяч питань на майже 240 сторінках. У цій частині питання були розбиті на 33 розділи відповідно до розділів, згідно з якими пізніше мають вестися переговори про вступ до ЄС.
14 квітня 2022 року Голова представництва ЄС в Україні Матті Маасікас в інтерв'ю CNN розповів, що Єврокомісія вже розпочала роботу над аналізом відповідності України двом основним критеріям для членства в ЄС: чи має вона функціонуючу демократію, та чи має вона функціонуючу ринкову економіку.
18 квітня 2022 року президент Зеленський передав першу частину заповненого опитувальника Матті Маасікасу. Відповіді були надруковані у двох томах. Водночас Віцепрем'єрка України з питань євроінтеграції Ольга Стефанішина повідомила, що уряд вже почав працювати над другою частиною опитувальника.
9 травня 2022 року президент Зеленський під час відеозустрічі продемонстрував другу частину заповненого опитувальника Урсулі фон дер Ляєн. Друга частина була надрукована у семи томах і також мала бути передана Мааті Маасікасу. Водночас фон дер Ляєн зазначила, що була вражена швидкістю, з якою Україна підготувала відповіді, і пообіцяла наполегливо працювати, щоб Єврокомісія ухвалила рішення вже у червні.

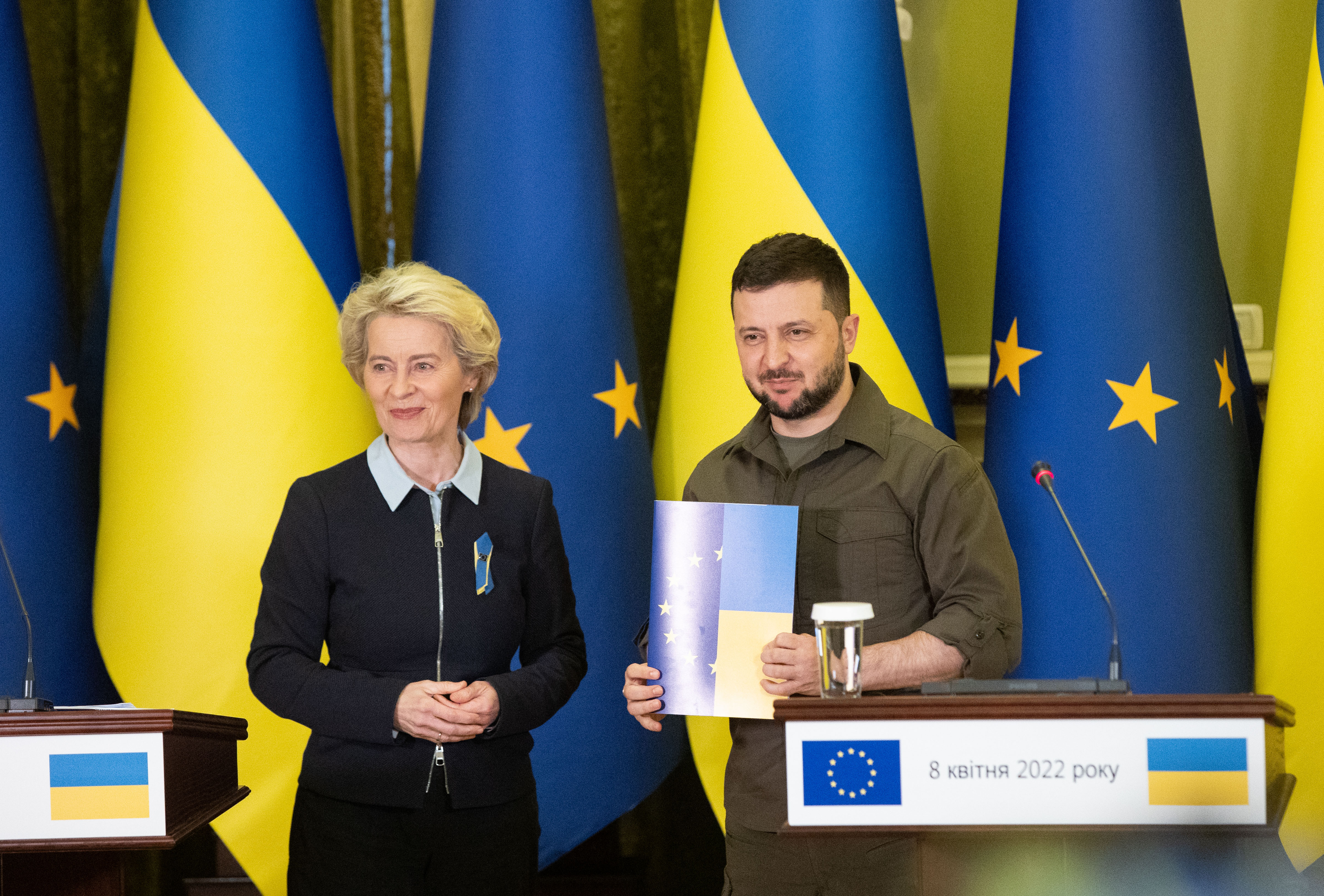
Урсула фон дер Ляєн передає президенту Зеленському опитувальник
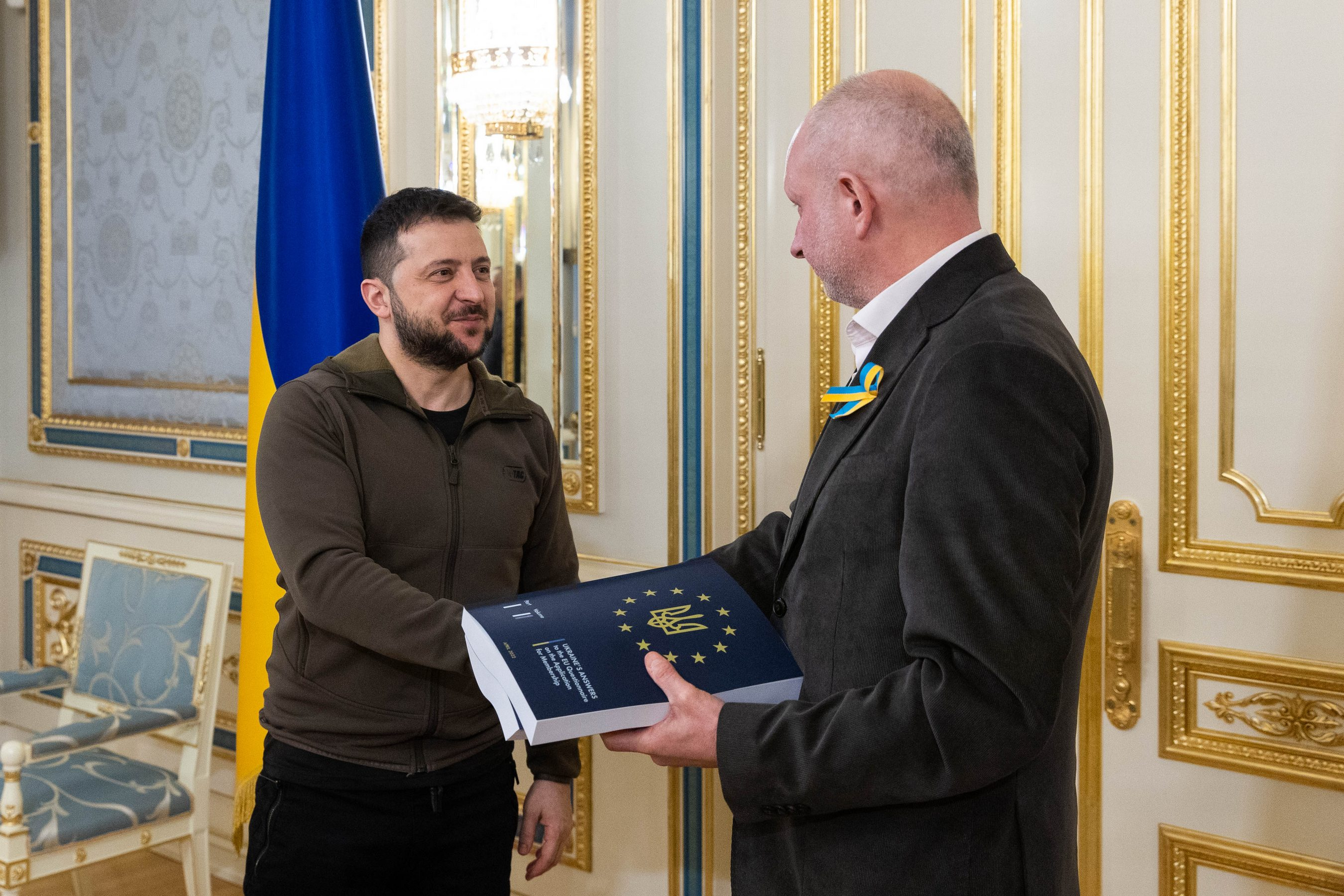
Зеленський передає першу частину заповненого опитувальника Матті Маасікасу
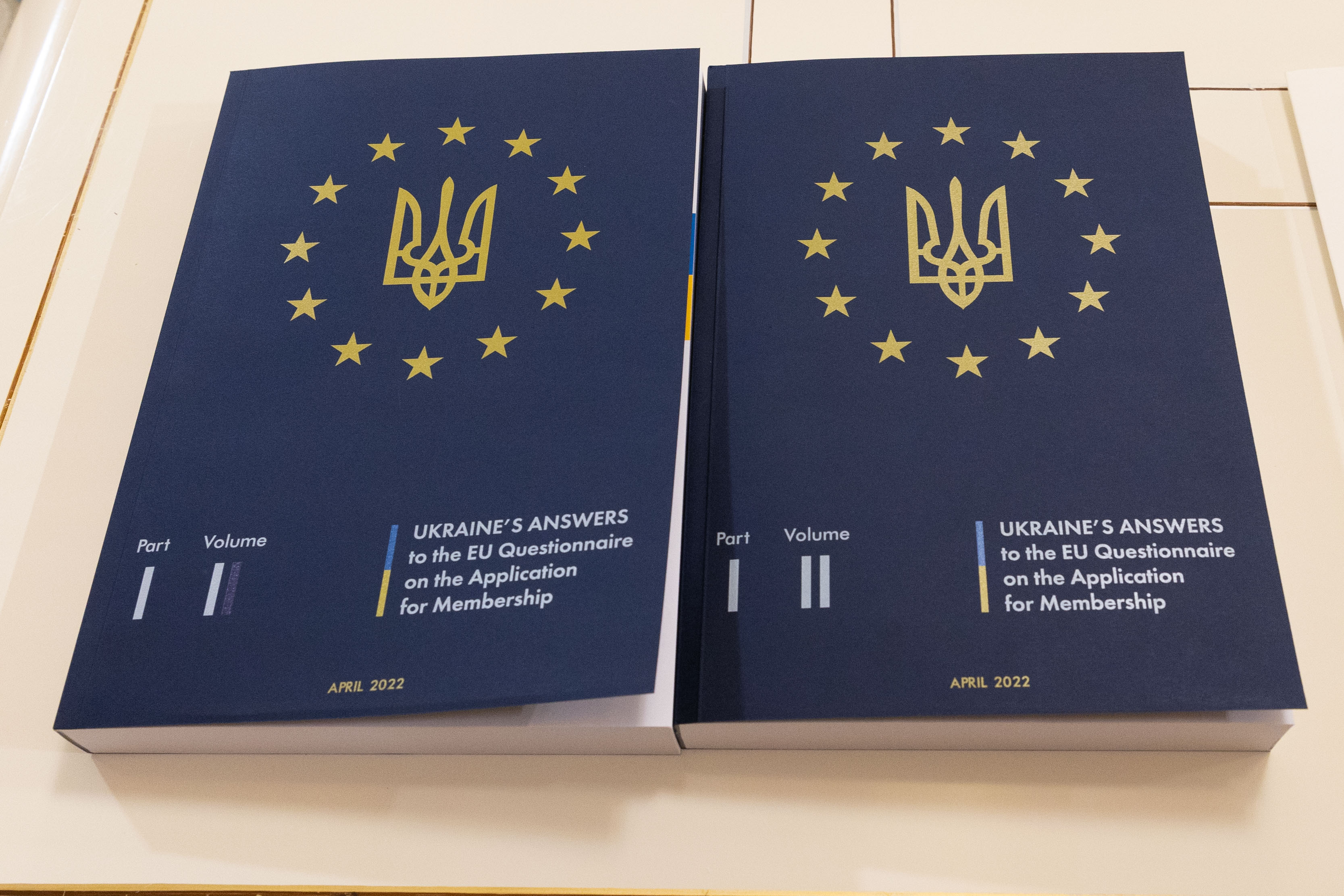
Перша частина заповненого опитувальника
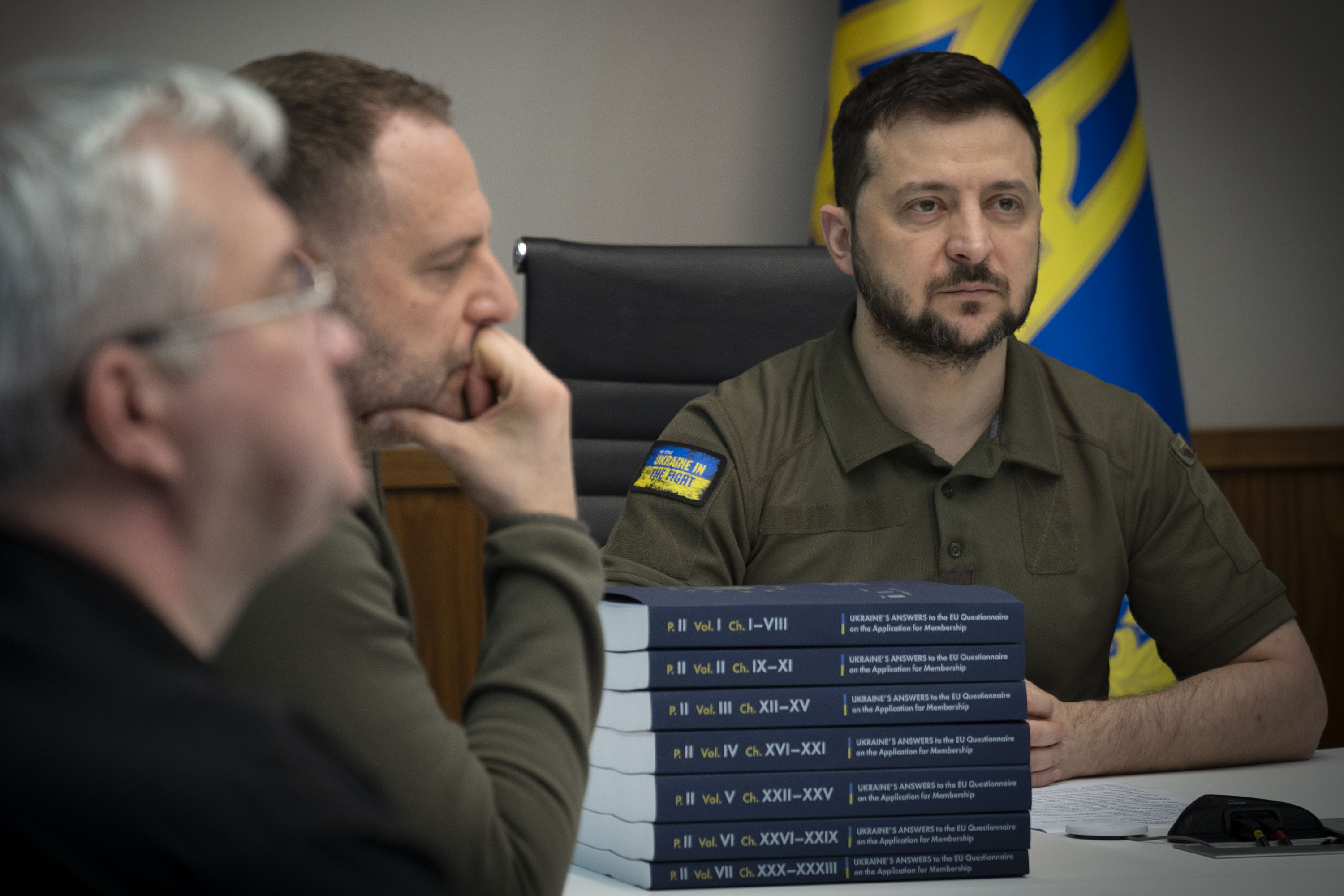
Зеленський з другою частиною опитувальника
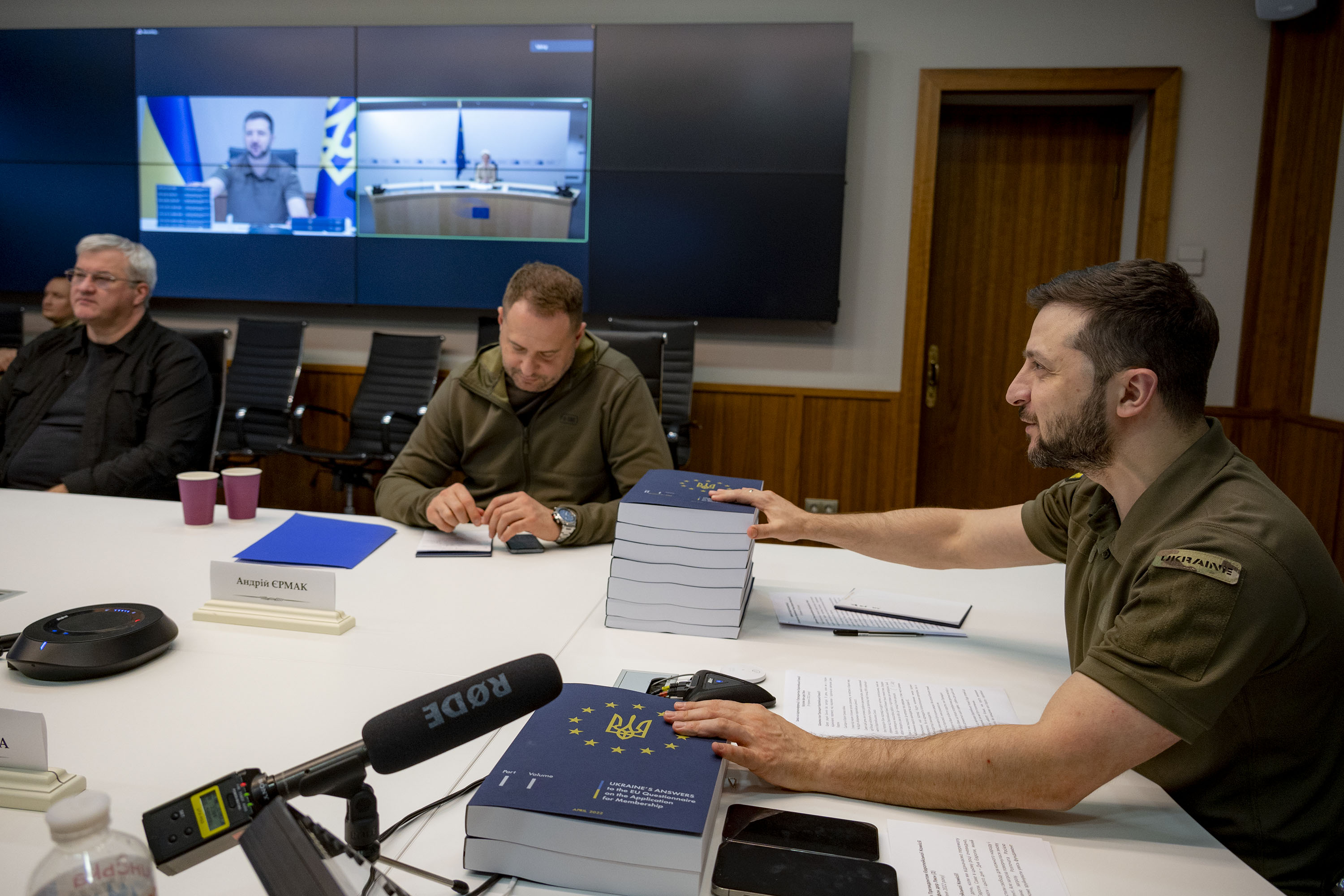
Зеленський показує обидві частини заповненого опитувальника Урсулі фон дер Ляйен

### Підтримка країн

Держави-члени Європейського Союзу
Держави-члени Європейського Союзу, які підтримують прискорене членство України
Держави-члени Європейського Союзу, які підтримують прискорене надання статусу кандидата Україні
Україна
Тимчасово окуповані Російською Федерацією території України

26 лютого 2022 року Президент Польщі Анджей Дуда виступив за прискорений шлях вступу України до ЄС. 27 лютого прем'єр-міністр Словенії Янез Янша спільно з прем'єром Польщі Матеушем Моравецьким у листі до президента Євроради Шарля Мішеля запропонували план швидкої інтеграції України у ЄС до 2030 року. Також прем'єр-міністр Словаччини Едуард Геґер запропонував ЄС створити нову спеціальну процедуру для приєднання України до Європейського Союзу, щоб у майбутньому допомогти Україні стати на ноги і відновитися після війни.
28 лютого 2022 року, президенти восьми країн-членів ЄС (Болгарія, Естонія, Латвія, Литва, Польща, Словаччина, Словенія та Чехія) підписали відкритого листа із закликом негайно надати Україні перспективу членства у ЄС та розпочати переговори про вступ.
1 березня 2022 року міністр закордонних справ Угорщини Петер Сіярто висловився за прискорений вступ України до Європейського Союзу.
9 березня 2022 року Сенат Польщі 93 голосами «за» ухвалив резолюцію, у якій закликав країни Європейського Союзу підтримати прискорений процес вступу України до ЄС:
|  | Українське суспільство поза всяким сумнівом довело, що готове бути частиною об'єднаної Європи і готове кров’ю платити за відданість європейським цінностям. Українські воїни, захищаючи кордони своєї країни, захищають всю Європу. |

29 травня 2022 року із метою підтримки на шляху України до європейського майбутнього, зокрема отримання статусу кандидата на членство в Європейському Союзі, уряд України започаткував комунікаційну кампанію «Embrace Ukraine. Strengthen the Union».
За інформацією віцепрем'єр-міністерки України Ольги Стефанішиної, проти надання Україні статусу виступали три країни ЄС. Серед них, за даними Bloomberg, Нідерланди та Данія. Німеччина ж пропонувала дати Україні статус умовно, під обіцянки виконати певні вимоги.
Після зустрічі з Володимиром Зеленським 16 червня 2022 року в Києві лідери Німеччини, Італії, Румунії та Франції закликали негайно надати Україні статус кандидата на членство в ЄС. Федеральний канцлер Німеччини Олаф Шольц зазначив, що подальший рух України до ЄС, якщо всі країни погодяться надати їй статус кандидата, залежить від зусиль України. Окремо президент Франції Емманюель Макрон пояснив, що візит до України лідерів трьох найбільших економік ЄС — Німеччини, Італії та Франції, а також президента Румунії — мав на меті формування одностайності в Європейському Союзі щодо першого кроку України до вступу, яким є надання статусу кандидата: було ухвалене рішення про те, щоби надати Україні статус кандидата без додаткових умов, але потім висувати умови щодо реформ на усіх наступних етапах.
17 червня 2022 року, міністр закордонних справ Данії Єппе Кофод заявив, що уряд Данії готовий підтримати надання Україні статусу кандидата на вступ до ЄС, якщо Європейська комісія надасть позитивну рекомендацію. Нідерланди того ж дня звернулися до Європейської комісії із закликом ретельно прописати умови для подальшого наближення України до членства у ЄС. У тексті щодо заявки України на вступ Нідерланди підтверджують готовність до розширення ЄС в цілому, але наголошують на необхідності «справедливих і ретельних передумов». Зокрема, Єврокомісію закликають прописати у своєму висновку, які реформи Україна повинна буде здійснити у майбутньому. Нідерланди навели детальний опис того, що вважають такими необхідними критеріями.

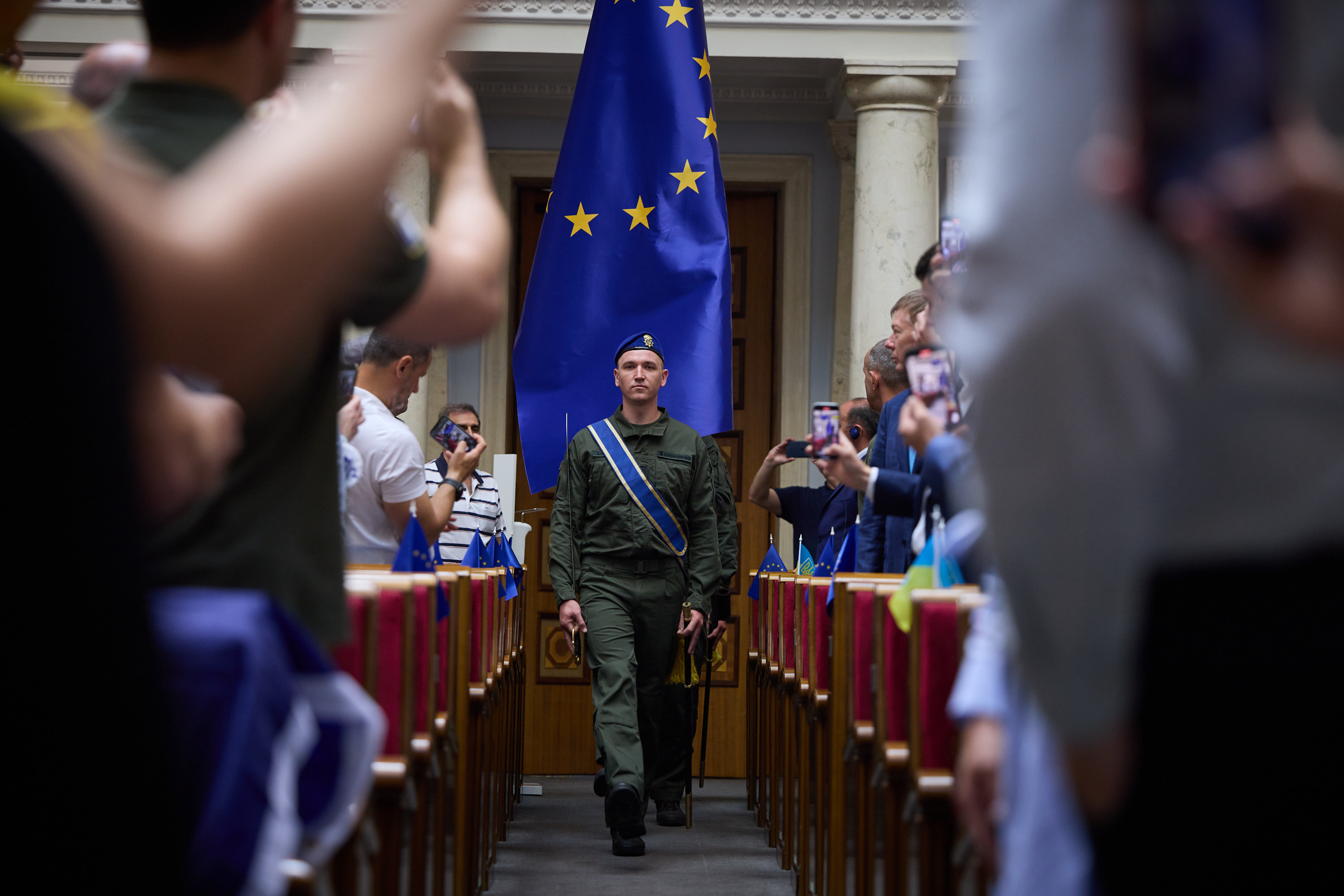
1 липня 2022 року до зали Верховної Ради України урочисто внесли прапор ЄС. Ця надзвичайно символічна подія нагадала внесення державного прапора після відновлення незалежності України.

## Кандидатський статус

### Надання статусу
17 червня 2022 року Європейська комісія рекомендувала Європейській раді надати Україні статус кандидата на вступ до Європейського Союзу.
23 червня 2022 року Європейський парламент ухвалив резолюцію із закликом невідкладно надати статус кандидата на членство в Європейському Союзі для України та Молдови, а також підтримати європейську перспективу для Грузії. Резолюцію підтримали 529 депутатів Європарламенту, проти висловилися 45, ще 14 — утрималися.
Того ж дня, 23 червня 2022 року, Європейська рада надала Україні статус кандидата на вступ до Європейського Союзу. Шарль Мішель, президент Європейської ради, заявив, що це «історичний момент».

### Сім вимог
Рекомендація Єврокомісії містила список з семи рекомендацій, які передбачали, що Україна має виконати, щоб зберегти статус кандидата:
1. впровадження нової процедури відбору суддів до Конституційного суду з попередньою перевіркою доброчесності та професійних якостей відповідно до рекомендацій Венеційської комісії;
2. продовження судової реформи: завершення формування доброчесного складу Вищої ради правосуддя та Вищої кваліфікаційної комісії суддів України;
3. боротьба з корупцією: призначення керівника САП та директора НАБУ;
4. боротьба з відмиванням коштів та правоохоронна реформа;
5. впровадження антиолігархічного закону відповідно до рекомендацій Венеційської комісії;
6. ухвалення закону про медіа, узгодженого з аудіовізуальною директивою ЄС;
7. завершення реформи законодавства щодо національних меншин відповідно до рекомендацій Венеційської комісії.

Водночас Європейська рада у своєму рішенні зазначила, що вона вирішить щодо наступних кроків щодо заявки України до ЄС після повного виконання цих семи вимог.

### Передумови та прогрес виконання вимог

#### 1. Конституційний Суд
27 жовтня 2020 року в Україні почалася конституційна криза викликана рішенням Конституційного Суду України (КСУ) щодо скасування багатьох положень антикорупційної реформи.
10 грудня 2020 року Венеційська комісія опублікувала висновок, присвячений реформі Конституційного Суду, яким зокрема рекомендувала запровадити нову процедуру відбору кандидатів на посади суддів КСУ за допомогою спеціального органу з міжнародних експертів та представників громадянського суспільства, що має перевіряти професійні якості та доброчесність кандидатів. Також Комісія рекомендувала утриматися від заповнення наявних вакансій у КСУ до впровадження нових правил відбору. Пізніше Комісія повторила ці рекомендації у двох інших рішеннях. Попри це, приблизно два роки реформа КСУ не рухалася, аж до включення відповідної рекомендації до кандидатських вимог для України у червні 2022 року.
Перша рекомендація Єврокомісії звучала як:
27 липня 2022 року Верховна Рада призначила суддею КСУ народну депутатку Ольгу Совгирю. Українські громадські експертні організації негативно оцінили це призначення через нібито невідповідність процедури вимогам Конституції та закону та через порушення попередньої рекомендації Венеційської комісії щодо непризначення нових суддів до впровадження нової процедури відбору.
6 вересня 2022 року Верховна Рада ухвалила у першому читанні проєкт закону № 7662 щодо добору суддів до КСУ. Законопроєктом пропонувалося утворити новий спеціальний орган для відбору суддів — Дорадчу групу експертів (ДГЕ), яка б складалася з шести осіб — двох міжнародних експертів та по одному представнику від Президента, Верховної Ради, З'їзду суддів та Венеційської комісії.
23 листопада 2022 року Венеційська комісія опублікувала нове рішення щодо реформи КСУ, яким дещо змінила свою позицію щодо окремих складових реформи, що викликало критику українських громадських організацій.
13 грудня 2022 року Верховна Рада ухвалила проєкт № 7662 в цілому, а Президент України Володимир Зеленський підписав закон 20 грудня. Водночас цю редакцію розкритикували експерти, Венеційська комісія та ЄС, які рекомендували включити до ДГЕ сьомого члена з-поміж незалежних експертів, щоб виключити патову ситуацію у прийнятті рішень, а також зробити рішення ДГЕ обов'язковими для суб'єктів призначення. Також Венеційська комісія відмовилася надсилати свого представника до ДГЕ.
19 квітня 2023 року у Верховній Раді зареєстрували законопроєкт № 9225, який додатково збільшує ризик політичного контролю над КСУ. Попри те, що представники влади узгоджували цей законопроєкт з представниками Венеційської комісії та Єврокомісії, українські експерти звернулися до них з публічною заявою щодо неприйнятності цього проєкту та зазначили проблеми щодо неодноразової зміни позиції європейських органів щодо структури ДГЕ.
На початку травня 2023 року до України приїжджала делегація Венеційської комісії, яка зустрічалася з Головою Верховної Ради Русланом Стефанчуком, президентом Зеленським та віцепрем'єркою з питань європейської та євроатлантичної інтеграції Ольгою Стефанішиною та обговорювала зокрема процедуру відбору суддів до КСУ.
23 травня 2023 року відбулася тристороння онлайн-зустріч за участю доповідачів Венеційської комісії, голови Комітету Верховної Ради з питань правової політики, віцепрем'єр-міністра України з питань європейської інтеграції та представників Єврокомісії, а вже 25 травня проєкт № 9225 було відкликано і зареєстровано новий проєкт № 9322.
10 червня 2023 року Венеційська комісія оприлюднила оцінку проєкту № 9332, у якій привітала значні покращення у порівнянні з попередньою версію та надала додаткові рекомендації для його вдосконалення.
22 червня 2023 року Єврокомісія відзначила «гарний прогрес» у виконанні цієї рекомендації, однак наголосила, що закон потрібно ухвалити в цілому, забезпечивши вирішальну роль міжнародних експертів у відборі суддів, відповідно до рекомендацій Венеційської комісії.
27 липня 2023 року проєкт № 9332 було ухвалено в цілому, а 17 серпня президент Зеленський підписав цей закон. Зокрема, законом було забезпечено вирішальний голос міжнародних членів у ДГЕ (без включення додаткового сьомого члена). Водночас у законі залишилися положення про «рейтингування» для кандидатів до КСУ від Верховної Ради, яке критикували експерти через політизацію процедури призначення суддів.
Упродовж вересня-жовтня 2023 року до ДГЕ було призначено 5 із 6 членів, після чого вона набула повноважності.
8 листопада 2023 року Єврокомісія оцінила цю рекомендацію як виконану.

#### 2. ВРП та ВККСУ
У 2019 році Президент України Володимир Зеленський здійснив спробу реформувати судову систему. Зокрема планувалося перезавантажити Вищу раду правосуддя (ВРП) та Вищу кваліфікаційну комісію суддів України (ВККСУ), відібравши до них лише доброчесних членів. У листопаді 2019 року повноваження ВККСУ було припинено, однак формування нової ВККСУ було заблоковано через рішення Конституційного суду.
У 2021 році Верховна Рада ухвалила закони щодо оновлення ВРП та ВККСУ. Зокрема було утворено Етичну раду, яка мала одноразово перевірити усіх чинних членів ВРП на доброчесність і так само перевіряти усіх нових кандидатів до ВРП. Також було розпочато конкурс до ВККСУ.
У лютому 2022 року, після початку роботи Етичної ради, більшість членів ВРП звільнилися, і ВРП втратила повноважність. У травні Етична рада перевірила чинних членів ВРП на доброчесність, після чого у ВРП залишилося лише 4 повноважні члени з 21.
Тож на момент надання кандидатського статусу Україні ВРП не працювала вже чотири місяці, а ВККСУ — три з половиною роки.
Друга рекомендація Єврокомісії звучала як:
До січня 2023 року Етична рада оцінила 83 кандидати, а суб'єкти призначення призначили до ВРП 11 нових членів, після чого ВРП відновила повноважність. 19 січня ВРП провела своє перше засідання у новому складі.
15 березня 2023 року Конкурсна комісія з відбору ВККСУ, половину якої складали міжнародні експерти, відібрала 32 кандидати з 301 учасника, а 1 червня оновлена Вища рада правосуддя призначила 16 з них до ВККСУ.
6 червня 2023 року нова ВККСУ провела своє перше засідання.
22 червня 2023 року Єврокомісія оцінила другу рекомендацію як виконану і підтвердила цю оцінку 8 листопада.

#### 3. Боротьба з корупцією
Після Революції гідності 2014 року в Україні відбувся значний прогрес у напрямку боротьби з корупцією. Зокрема були створені і розпочали роботу спеціалізовані антикорупційні органи: Національне антикорупційне бюро (НАБУ) у 2015 році, Спеціалізована антикорупційна прокуратура (САП) у 2015 році та Вищий антикорупційний суд у 2019 році.
21 серпня 2020 року звільнився з посади керівник САП Назар Холодницький. У січні 2021 року було оголошено новий конкурс на посаду нового керівника САП, а 21 грудня 2021 року було оголошено бали фіналістів конкурсу — найбільше набрав детектив НАБУ Олександр Клименко. Водночас з різних причин комісія не проголошувала переможця, що стало причиною численних звинувачень у свідомому затягуванні процедур.
Також 16 квітня 2022 року сплив термін повноважень директора НАБУ Артема Ситника. Напередодні 15 лютого Кабінет Міністрів затвердив склад конкурсної комісії з обрання нового директора НАБУ.
Третя рекомендація Єврокомісії звучала як:
19 липня 2022 року конкурсна комісія з обрання керівника САП затвердила результати конкурсу, визначивши переможцем Олександра Клименка. 28 липня генеральний прокурор Андрій Костін затвердив його на посаді.
22 серпня 2022 року відбулося установче засідання конкурсної комісії з обрання директора НАБУ. 28 жовтня комісія затвердила регламент і обрала постійне керівництво, а 16 листопада — оголосила про початок проведення конкурсу. Також 7 вересня Верховна Рада ухвалила закон про нові вимоги до директора НАБУ.
16 січня 2023 року конкурсна комісія затвердила перелік з 22 кандидатів на посаду директора НАБУ, яких було попередньо відібрано з 78 заявників. 4 березня комісія визначила трьох фіналістів, а 6 березня Кабінет Міністрів обрав з них і призначив новим директором НАБУ Семена Кривоноса.
22 червня 2023 року Єврокомісія відзначила «деякий прогрес» у виконанні цієї рекомендації, однак наголосила, що тепер Україні потрібно створити надійний послужний список корупційних вироків та вжити подальших системних заходів у боротьбі з корупцією, зокрема відновити систему публічного електронного декларування майна, закриту після початку російського вторгнення, та впровадити ухвалену державну антикорупційну програму.
5 вересня 2023 року Верховна Рада ухвалила закон про відкриття електронного декларування, однак це зустріло опір громадськості, оскільки було передбачено, що упродовж ще одного року реєстр мав бути закритий. За добу українці зареєстрували петицію на сайті Президента України та зібрали 25 000 підписів під нею з вимогою заветувати закон. 12 вересня президент Зеленський заветував закон і повернув його до Верховної Ради з пропозиціями відкрити реєстр одразу. 20 вересня Верховна Рада ухвалила закон у новій редакції.
8 листопада 2023 року Єврокомісія у своєму звіті відзначила, що Україна ще повинна остаточно ухвалити закон про збільшення штатного розкладу НАБУ та вилучити із закону про запобігання корупції норми, які обмежують деякі повноваження НАЗК щодо перевірки майна декларантів.

#### 4. Боротьба з відмиванням коштів та правоохоронна реформа
Четверта рекомендація Єврокомісії звучала як:
Згідно з оцінкою Європейської правди, в України не було значних проблем у цій сфері та в тому ключі, як це описала Єврокомісія, а ця вимога з'явилася або на вимогу якоїсь з країн ЄС, або щоб дати можливість швидко продемонструвати прогрес у виконанні вимог.
У частині щодо відповідності стандартам FATF Україна входила до топ-15 країн світу за виведенням капіталу, що призводило до втрати майже 11 млрд доларів щорічно, і водночас була однією з країн-лідерів з відкриття інформації про кінцевих бенефіціарних власників (КБВ). При цьому саме відкриття інформації про КБВ є однією з основних рекомендацій FATF.
Після надання кандидатського статусу віцепрем'єрка з євроінтеграції Ольга Стефанішина оцінила рекомендацію щодо FATF як таку, зарахування якої значною мірою залежить від настрою Євросоюзу, бо «виконати рекомендації FATF на 100 % не може жодна країна». Після того Єврокомісія передала українському уряду детальні пояснення щодо цієї частини рекомендації, а саме, що ЄС чекає від України внесення змін до законодавства за 6 ключовими напрямками.
У вересні 2022 року Верховна Рада ухвалила закон щодо спрощення подання інформації про кінцевих бенефіціарних власників та ратифікувала додатковий протокол до Конвенції Ради Європи щодо запобігання тероризму.
У листопаді 2022 року Верховна Рада ухвалила закон про запобігання та протидію відмиванню коштів, однак додала до нього правки, які послаблювали фінансовий моніторинг публічних діячів (ПЕП; англ. politically exposed person, PEP).
У травні 2023 року Кабінет Міністрів вніс до Верховної Ради законопроєкт, що мав привести статус ПЕП у відповідність до стандартів ЄС та FATF. Зокрема чиновники мали отримати пожиттєвий статус ПЕП замість трьохрічного після звільнення з посад.
22 червня 2023 року Єврокомісія відзначила «деякий прогрес» у виконанні цієї рекомендації, однак наголосила, що Україні ще потрібно ухвалити законодавство про ПЕП, що узгоджується зі стандартами FATF, а також продовжити реформування цієї сфери у трьох інших напрямках: віртуальні активи, фінансові розслідування та адресні фінансові санкції.
17 жовтня 2023 року ухвалила в цілому доопрацьований закон щодо посилення фінансового моніторингу ПЕП, а 26 жовтня президент Зеленський підписав цей закон. Водночас підготовка та ухвалення закону спричинили багато дискусій та несприйняття у частини суспільства, зокрема через надто формальні та надмірні перевірки, які банківські установи невибірково застосовують до колишніх чиновників та членів їхніх сімей.
У частині щодо реформування правоохоронного сектору Україна попередні 10 років плідно працювала для приведення прокуратури та органів правопорядку до стандартів ЄС, зокрема до отримання кандидатського статусу Офіс Генерального прокурора вже розробив Концепцію реформи кримінальної юстиції 2022—2030, що включала більшість питань, передбачених рекомендацією. Водночас основна проблема полягала у тому, що після Революції гідності 2014 року органи правопорядку будувалися за різними підходами та концепціями.
У листопаді 2022 року на базі Офісу Генерального прокурора було утворено робочу групу, яка за 2 місяці напрацювала проєкт, а 11 травня 2023 року президент Зеленський затвердив «Комплексний стратегічний план реформування органів правопорядку як частини сектору безпеки і оборони України на 2023—2027 роки».
З липня 2023 року при Офісі Генерального прокурора почала працювати міжвідомча робоча група щодо розробки Плану заходів з реалізації Комплексного стратегічного плану.
8 листопада 2023 року Єврокомісія оцінила цю рекомендацію як виконану.

### Оцінки виконання
Аналітичний центр «Нова Європа» у співпраці з іншими українськими громадськими організаціями регулярно публікував експертну оцінку виконання Україною семи кандидатських вимог під назвою «Кандидат Check». Починаючи з серпня 2022 року, було опубліковано 5 звітів з оцінками за кожним з 7 напрямків за 10-бальною шкалою.
3 лютого 2023 року, під час саміту Україна — ЄС, Європейська комісія погодилася надати «усну оцінку» весною 2023 року щодо виконання України семи вимог, щоб пришвидшити її шлях до початку переговорів про вступ. Цю оцінку оголосив 22 червня комісар з питань сусідства та розширення Олівер Варгеї. Він зазначив, що Україна повністю виконала 2 з 7 рекомендацій Єврокомісії — щодо судової реформи (ВРП та ВККСУ), а також щодо законодавства про медіа, а також продемонструвала прогрес у виконанні 5 інших вимог.
8 листопада 2023 року Єврокомісія опублікувала детальний звіт щодо прогресу України у процесі вступу до ЄС. Зокрема було оцінено виконання Україною 7 кроків, рекомендованих Єврокомісією, та визначено, що Україна повністю виконала 4 з 7 кроків, а також вказано, що саме Україна має додатково зробити для виконання 3 інших.
14 червня 2024 року посли ЄС погодили рамки переговорів про вступ України та Молдови
| Напрямки                                                  | «Кандидат Check» | «Кандидат Check» | «Кандидат Check» | «Кандидат Check» | Єврокомісія          | «Кандидат Check» | Єврокомісія           |
| Напрямки                                                  | 17.08.2022       | 14.11.2022       | 01.02.2023       | 04.05.2023       | 22.06.2023           | 27.09.2023       | 08.11.2023            |
| --------------------------------------------------------- | ---------------- | ---------------- | ---------------- | ---------------- | -------------------- | ---------------- | --------------------- |
| 1. Реформа Конституційного суду                           | 0                | ▲ 3              | ▼ 2              | ▬ 2              | гарний прогрес (3/4) | ▲ 6              | виконано              |
| 2. Судова реформа: ВРП та ВККСУ                           | 7                | ▼ 6              | ▲ 7              | ▲ 8              | виконано (4/4)       | ▲ 9              | виконано              |
| 3. Антикорупція: САП та НАБУ                              | 6                | ▬ 6              | ▲ 7              | ▲ 8              | деякий прогрес (2/4) | ▲ 8,5            | потрібні подальші дії |
| 4. Боротьба з відмиванням коштів та правоохоронна реформа | 5                | ▬ 5              | ▲ 6              | ▬ 6              | деякий прогрес (2/4) | ▬ 6              | виконано              |
| 5. Антиолігархічна реформа                                | 2                | ▬ 2              | ▬ 2              | не оцінюється    | деякий прогрес (2/4) | не оцінюється    | потрібні подальші дії |
| 6. Законодавство про медіа                                | 6                | ▬ 6              | ▲ 9              | ▬ 9              | виконано (4/4)       | ▲ 10             | виконано              |
| 7. Законодавство про нацменшини                           | 5                | ▬ 5              | ▲ 8              | ▬ 8              | деякий прогрес (2/4) | ▲ 9              | потрібні подальші дії |
| Загальна оцінка                                           | 4,4 / 10         | ▲ 4,7 / 10       | ▲ 5,8 / 10       | ▲ 6,8 / 10       | виконано 2 з 7       | ▲ 8,1 / 10       | ▲ виконано 4 з 7      |

## Переговори про вступ
Умовою для початку переговорів було виконання усіх семи умов, визначених Європейською комісією. Україна заявила, що прагне розпочати переговори до кінця 2023 року. У випадку позитивної оцінки Єврокомісії у жовтні 2023 року, відповідне рішення про відкриття переговорів могло бути ухвалене Єврорадою у грудні 2023 року.
2 лютого 2023 року Європейський парламент ухвалив резолюцію, текст якої вимагав від ЄС «працювати над початком переговорів про вступ і підтримати дорожню карту, яка окреслює наступні кроки для приєднання України до єдиного ринку ЄС».
Водночас Єврокомісія розпочала моніторинг стану наближення українського законодавства до законодавства ЄС за главами acquis, відповідно до яких мають відбуватися переговори. Зокрема, 2 лютого 2023 року Єврокомісія опублікувала перший аналітичний звіт на 67 сторінках, у яких містилася оцінка щодо стану адаптації законодавства за 32-ма з 33-х глав acquis (за винятком глави «правосуддя та фундаментальні права»). Середня оцінка України за шкалою «від 1 до 5» склала 2,16 бали.
28 березня 2023 року Шарль Мішель, президент Європейської ради, заявив, що сподівається, що ЄС зможе відкрити переговори про вступ з Україною та Молдовою до кінця року.
8 листопада 2023 року Єврокомісія рекомендувала Європейській раді розпочати переговори про вступ з Україною та Молдовою.
14 грудня 2023 року Європейська рада ухвалила рішення розпочати переговори щодо вступу України до Європейського Союзу.
25 червня 2024 року офіційно розпочалися переговори про вступ до ЄС.

### Дати скринінгу та переговорів
| 84,8% виконано |  |
| \| \| \|       |  |
|                |  |

|  |  |

| 84,8% виконано |  |
| \| \| \|       |  |
|                |  |

|  |  |

| 0% виконано |
| \| \|       |
|             |

|  |

| 0% виконано |
| \| \|       |
|             |

|  |

## Відповідність стандартам

### Динаміка відповідності
Таблиця нижче відображає динаміку відповідності України стандартам ЄС (acquis communautaire) за 5-бальною шкалою, на основі аналізів, виконаних онлайн-медіа «Європейська правда» за даними звітів Єврокомісії. У таблиці також містяться оцінки для додаткових розділів, які не входять до складу acquis, зокрема реформи публічного управління та економічних критеріїв.
| Розділ                                                     | 2022                                    | 2023                                    | 2024                                    |
| Кластер 1: Засадничі розділи розширення                    | Кластер 1: Засадничі розділи розширення | Кластер 1: Засадничі розділи розширення | Кластер 1: Засадничі розділи розширення |
| ---------------------------------------------------------- | --------------------------------------- | --------------------------------------- | --------------------------------------- |
| Реформа публічного управління                              | —                                       | 2                                       | 2                                       |
| 23. Судочинство та основні права                           | —                                       | 2                                       | 2                                       |
| 24. Юстиція, свобода та безпека                            | 2                                       | 2                                       | 2                                       |
| Функціонування ринкової економіки                          | —                                       | 1,5                                     | 1,5                                     |
| Здатність конкурувати на ринку ЄС                          | —                                       | 1                                       | 1                                       |
| 5. Публічні закупівлі                                      | 2                                       | 2                                       | 2                                       |
| 18. Статистика                                             | 2                                       | 2                                       | 2                                       |
| 32. Фінансовий контроль                                    | 1                                       | 1                                       | 1                                       |
| Кластер 2: Внутрішній ринок                                |                                         |                                         |                                         |
| 1. Вільна торгівля товарами                                | 3                                       | 3                                       | 3                                       |
| 2. Вільний рух робочої сили                                | 1                                       | 1                                       | 1                                       |
| 3. Надання послуг та відкриття бізнесу                     | 2                                       | 2                                       | 2                                       |
| 4 . Вільний рух капіталу                                   | 2                                       | 2,5                                     | 2,5                                     |
| 6. Корпоративне право                                      | 2                                       | 2                                       | 2                                       |
| 7. Інтелектуальна власність                                | 1                                       | 2                                       | 2                                       |
| 8. Політика щодо конкуренції                               | 2                                       | 2                                       | 2                                       |
| 9. Фінансові послуги                                       | 2                                       | 2                                       | 2                                       |
| 28. Захист споживачів та здоров'я                          | 2                                       | 2                                       | 2                                       |
| Кластер 3: Конкуренція та інтенсивне зростання             |                                         |                                         |                                         |
| 10. Цифрова трансформація та медіа                         | 3                                       | 3,5                                     | 3,5                                     |
| 16. Оподаткування                                          | 2                                       | 2                                       | 2                                       |
| 17. Економічна та монетарна політика                       | 3                                       | 3                                       | 3                                       |
| 19. Соціальна політика та зайнятість                       | 1                                       | 1                                       | 1                                       |
| 20. Підприємництво та виробництво                          | 2                                       | 2                                       | 2,5                                     |
| 25. Наука та дослідження                                   | 3                                       | 3                                       | 3                                       |
| 26. Освіта та культура                                     | 2                                       | 2                                       | 2                                       |
| 29. Митний союз                                            | 4                                       | 4                                       | 4                                       |
| Кластер 4: Зелений порядок денний і стале сполучення       |                                         |                                         |                                         |
| 14. Транспортна політика                                   | 2                                       | 2                                       | 2                                       |
| 15. Енергетика                                             | 4                                       | 4                                       | 4                                       |
| 21. Транс'європейські мережі                               | 2                                       | 2                                       | 2                                       |
| 27. Довкілля та зміни клімату                              | 1                                       | 2                                       | 2                                       |
| Кластер 5: Ресурси, сільське господарство та згуртованість |                                         |                                         |                                         |
| 11. Аграрна галузь і сільський розвиток                    | 1                                       | 1                                       | 1                                       |
| 12. Харчова безпека, ветеринарія та фітосанітарія          | 3                                       | 3                                       | 3                                       |
| 13. Рибальство                                             | 1                                       | 2                                       | 2                                       |
| 22. Регіональна політика та структурні інструменти         | 2                                       | 2                                       | 2                                       |
| 33. Фінансові та бюджетні положення                        | 1                                       | 1                                       | 1                                       |
| Кластер 6: Міжнародні відносини                            |                                         |                                         |                                         |
| 30. Зовнішні відносини                                     | 4                                       | 4                                       | 4                                       |
| 31. Міжнародна та безпекова політика                       | 4                                       | 4                                       | 4                                       |
| Середній рівень                                            | 2,16                                    | 2,21                                    | 2,22                                    |

Умовні позначення:

 5  Просунутий рівень

 4,5  Добра відповідність / просунутий рівень

 4  Добра відповідність

 3,5  Помірна / добра відповідність

 3  Помірна відповідність

 2,5  Деяка / помірна відповідність

 2  Деяка відповідність

 1,5  Початковий рівень / деяка відповідність

 1  Початковий рівень

### Прогрес за останні роки
Таблиця нижче відображає прогрес України за останні роки за 4-бальною шкалою, на основі аналізів, виконаних онлайн-медіа «Європейська правда» за даними звітів Єврокомісії. У таблиці також містяться оцінки для додаткових розділів, які не входять до складу acquis, зокрема реформи публічного управління та економічних критеріїв.
| Розділ                                                     | 2022/23                                 | 2023/24                                 |
| Кластер 1: Засадничі розділи розширення                    | Кластер 1: Засадничі розділи розширення | Кластер 1: Засадничі розділи розширення |
| ---------------------------------------------------------- | --------------------------------------- | --------------------------------------- |
| Реформа публічного управління                              | 1                                       | 2                                       |
| 23. Судочинство та основні права                           | 3                                       | 2                                       |
| 24. Юстиція, свобода та безпека                            | 1                                       | 2                                       |
| Функціонування ринкової економіки                          | —                                       | 2                                       |
| Здатність конкурувати на ринку ЄС                          | —                                       | 1                                       |
| 5. Публічні закупівлі                                      | 1                                       | 1                                       |
| 18. Статистика                                             | 1                                       | 2                                       |
| 32. Фінансовий контроль                                    | 1                                       | 1                                       |
| Кластер 2: Внутрішній ринок                                |                                         |                                         |
| 1. Вільна торгівля товарами                                | 2                                       | 2                                       |
| 2. Вільний рух робочої сили                                | 0                                       | 0                                       |
| 3. Надання послуг та відкриття бізнесу                     | 2                                       | 1                                       |
| 4. Вільний рух капіталу                                    | 2,5                                     | 2                                       |
| 6. Корпоративне право                                      | 2                                       | 2                                       |
| 7. Інтелектуальна власність                                | 3                                       | 1                                       |
| 8. Політика щодо конкуренції                               | 1                                       | 1                                       |
| 9. Фінансові послуги                                       | 2                                       | 2                                       |
| 28. Захист споживачів та здоров'я                          | 1                                       | 2                                       |
| Кластер 3: Конкуренція та інтенсивне зростання             |                                         |                                         |
| 10. Цифрова трансформація та медіа                         | 3                                       | 2                                       |
| 16. Оподаткування                                          | 2                                       | 3                                       |
| 17. Економічна та монетарна політика                       | 0                                       | 3                                       |
| 19. Соціальна політика та зайнятість                       | 1                                       | 1                                       |
| 20. Підприємництво та виробництво                          | 1                                       | 3                                       |
| 25. Наука та дослідження                                   | 1                                       | 2                                       |
| 26. Освіта та культура                                     | 2                                       | 2                                       |
| 29. Митний союз                                            | 3                                       | 3                                       |
| Кластер 4: Зелений порядок денний і стале сполучення       |                                         |                                         |
| 14. Транспортна політика                                   | 1                                       | 1                                       |
| 15. Енергетика                                             | 2                                       | 1                                       |
| 21. Транс'європейські мережі                               | 2                                       | 2                                       |
| 27. Довкілля та зміни клімату                              | 3                                       | 2                                       |
| Кластер 5: Ресурси, сільське господарство та згуртованість |                                         |                                         |
| 11. Аграрна галузь і сільський розвиток                    | 2                                       | 2                                       |
| 12. Харчова безпека, ветеринарія та фітосанітарія          | 2                                       | 2                                       |
| 13. Рибальство                                             | 2                                       | 3                                       |
| 22. Регіональна політика та структурні інструменти         | 1                                       | 1                                       |
| 33. Фінансові та бюджетні положення                        | 1                                       | 1                                       |
| Кластер 6: Міжнародні відносини                            |                                         |                                         |
| 30. Зовнішні відносини                                     | 1                                       | 1                                       |
| 31. Міжнародна та безпекова політика                       | 3                                       | 3                                       |
| Середній прогрес                                           | 1,66                                    | 1,78                                    |

Умовні позначення:

 4  Дуже добрий прогрес

 3  Добрий прогрес

 2,5  Певний / добрий прогрес

 2  Певний прогрес

 1  Обмежений прогрес

 0  Без прогресу

 -4  Відкат

## Поточні рекомендації Єврокомісії
Таблиця нижче відображає рекомендації Єврокомісії для України на наступний рік відповідно до звіту за 2024 рік:
| Розділ | У наступному році Україна, зокрема, має: |
| Кластер 1: Засадничі розділи розширення | Кластер 1: Засадничі розділи розширення |
| --- | --- |
| Реформа публічного управління | → відповідно до Плану України, продовжити реформування системи оплати праці шляхом ухвалення законодавства для запровадження справедливої та прозорої системи оплати праці на основі функціональної класифікації посад; ухвалити законодавство для вдосконалення процедур найму, просування по службі та звільнення на основі особистих заслуг; → відповідно до Плану України, досягти прогресу у впровадженні та використанні єдиної інформаційної системи управління людськими ресурсами в масштабах всієї країни; → завершити імплементацію Закону «Про адміністративну процедуру», узгодити галузеве та імплементаційне законодавство, а також привести цифрові процедури у відповідність до закону. |
| 23. Судочинство та основні права | |
| Функціонування судової влади: → відповідно до Плану України, продовжити заповнення суддівських вакансій на основі вдосконаленого законодавства; створити новий суд для розгляду адміністративних справ за участю національних державних органів за прозорою процедурою відбору суддів із залученням незалежних експертів на основі їхніх професійних якостей; → відповідно до Плану України, продовжити кваліфікаційне оцінювання (перевірку) суддів відповідно до встановлених процедур із залученням ГРД; розпочати та продовжити розгляд старих дисциплінарних проваджень (скарг) із залученням Служби дисциплінарних інспекторів та на основі критеріїв пріоритетності, затверджених ВРП; ухвалити законодавство щодо вдосконалення декларацій доброчесності суддів та процедури їх перевірки; → відповідно Плану України ухвалити закон про виконання судових рішень щодо грошових і негрошових зобов'язань та подальшу цифровізацію виконавчого провадження; запустити систему збору даних про виконання судових рішень; ухвалити та розпочати реалізацію дорожньої карти модернізації інформаційних технологій у судовій системі за результатами аудиту; → продовжити заповнення суддівських вакансій у Конституційному Суді; продовжити вдосконалення законодавчої бази для розслідування та судового розгляду кримінальних справ, зокрема щодо високопосадової корупції, зокрема переглянути існуючі строки досудового розслідування та вилучити з Кримінального процесуального кодексу положення про автоматичне закриття справ; досягти подальшого прогресу у запровадженні прозорого та заснованого на заслугах відбору прокурорів керівного рівня та зміцненні дисциплінарної системи для прокурорів шляхом внесення змін до законодавчої бази та вжиття необхідних інституційних заходів; вжити ефективних заходів для усунення корупційних ризиків у Верховному Суді. | |
| Боротьба з корупцією: → збільшити кількість суддів Вищого антикорупційного суду (ВАКС) відповідно до Плану України та збільшити кількість адміністративного персоналу; → продовжувати зусилля для подальшого покращення результатів розслідування справ про корупцію на високому рівні, включаючи арешт та конфіскацію злочинних активів, зосереджуючись на справах щодо високопосадовців та резонансних справах, які стосуються системної корупції у найбільш важливих секторах та установах; усунути існуючі перешкоди, які заважають цим зусиллям; рішуче просунути реалізацію Державної антикорупційної програми до задовільного рівня; → надалі посилювати спроможності НАБУ щодо проведення судових експертиз та незалежного прослуховування телефонних розмов; невідкладно завершити розгортання та повне оперативне використання системи електронного управління справами для антикорупційних органів та ВАКС; забезпечити ВАКС відповідними постійними приміщеннями. | |
| Основні права: → продовжити імплементацію зміненого законодавства про захист прав осіб, які належать до національних меншин, у тісній співпраці з представниками національних меншин, надаючи відповідним органам влади адекватні ресурси та розбудовуючи їхню спроможність; → прийняти законодавство про захист персональних даних у повній відповідності до законодавства ЄС; повністю імплементувати Стамбульську конвенцію; переглянути ефективність роботи Національного превентивного механізму; → відповідно до Плану України, прийняти стратегію деінституалізації догляду за особами з інвалідністю та людьми похилого віку. | |
| Свобода самовираження: → забезпечити безпеку і незалежність журналістів та повагу до їхньої ролі в інформуванні громадськості, а також оперативно розслідувати всі випадки залякування та переслідування журналістів; → забезпечити належне фінансування суспільного мовника, що дозволить незалежним суспільним ЗМІ виконувати свою роль, закріплену в українському законодавстві; → продовжити зусилля з підтримки та поступового відновлення прозорого, плюралістичного та незалежного медіа-ландшафту, гарантуючи, що обмеження, накладені з міркувань безпеки, відповідають ключовим громадським правам та інтересам, таким як доступ до інформації та свобода ЗМІ. | |
| 24. Юстиція, свобода та безпека | |
| → досягти відчутного прогресу у виконанні плану заходів з імплементації Загальнодержавного стратегічного плану реформування правоохоронних органів (ЗСП РПО); → запровадити прозорі та засновані на заслугах процедури набору та відбору на керівні посади в центральних та регіональних підрозділах Національної поліції та Державного бюро розслідувань (ДБР) із залученням незалежних експертів, а також суворі дисциплінарні та антикорупційні правила, адаптовані до місцевого контексту та спрямовані на подолання реальних корупційних ризиків; → ухвалити нову стратегію інтегрованого управління кордонами (ІУК) з планом дій, що включає вимірні індикатори реалізації. | |
| Боротьба з організованою злочинністю: → відповідно до Плану України, прийняти закон про реформування Агентства з розшуку та менеджменту активів (АРМА); → розробити та ухвалити SOCTA, зміцнити інституційну спроможність, необхідну для її реалізації, та створити постійного національного координатора з питань боротьби з організованою злочинністю; → продовжити розробку та ухвалення відповідного законодавства щодо фінансових розслідувань, виділити достатні ресурси та провести додаткові тренінги для забезпечення систематичного проведення фінансових розслідувань правоохоронними органами. | |
| Функціонування ринкової економіки | → посилити внутрішню базу доходів та стійкість і прозорість державних фінансів, зокрема шляхом раціоналізації податкових пільг, зміцнення функціонування Державної податкової служби та покращення публікації макрофінансових даних, у тому числі даних сектору загального державного управління. Продовжувати впроваджувати політику, спрямовану на підтримку макроекономічної та фінансової стабільності, в тому числі шляхом регулярної оцінки якості активів банківського сектору, та розпочати реалізацію стратегії роботи з непрацюючими кредитами; → ухвалити політику державної власності та документ про сортування державних підприємств (ДП) і продовжити зусилля з дерегуляції; → активізувати зусилля для подолання зростаючого дефіциту робочої сили в економіці, в тому числі шляхом реалізації Стратегії демографічного розвитку, а також скорочення неформальної зайнятості на ринку праці через відповідні заходи в рамках Стратегії національних доходів.                                                                                       |
| Здатність конкурувати на ринку ЄС | → продовжувати вживати заходів для підтримки ремонту, реабілітації та будівництва інфраструктури, зокрема, пов'язаної з генеруючими потужностями, в тому числі з відновлюваних децентралізованих джерел енергії; → вжити заходів для сприяння інвестиціям шляхом створення єдиної, комплексної та прозорої системи планування та управління державними інвестиціями, виконання зобов'язань, передбачених Дорожньою картою з управління державними інвестиціями та відповідним планом дій; → вжити заходів для підвищення якості освіти та професійної підготовки з метою забезпечення відповідності їх результатів потребам ринку праці, у тому числі навичкам, необхідним для відновлення, зокрема шляхом реалізації реформ та інвестицій, передбачених у Плані України у цій сфері. |
| 5. Публічні закупівлі | → досягти прогресу в ухваленні законів про державні закупівлі, про концесії та державно-приватне партнерство (ДПП), що відповідають вимогам ЄС, а також законів про державні закупівлі та концесії; → розробити дорожню карту для посилення контролю за державними закупівлями з боку Державної аудиторської служби відповідно до Плану України; → оцінити актуальність існуючих винятків із законодавства про публічні закупівлі в умовах воєнного стану та вжити заходів для їх зведення до мінімуму. |
| 18. Статистика | → надалі зміцнювати адміністративної спроможності ДССУ та координації національної статистичної системи з метою підвищення якості статистичних даних; → збільшити виробництво та передачу своєчасних високоякісних статистичних даних до Євростату, де це доречно, з розбивкою за статтю. |
| 32. Фінансовий контроль | → підвищити якість внутрішнього аудиту в державному секторі та привести його у відповідність до міжнародних стандартів шляхом прийняття нових міжнародних стандартів внутрішнього аудиту та посилення ролі Централізованого підрозділу гармонізації; → посилити мандат, політичну, фінансову та адміністративну незалежність Рахункової палати України шляхом прийняття нового закону; → посилити нагляд за державним бюджетом шляхом посилення співпраці між Парламентом і Рахунковою палатою та вдосконалити систему державного фінансового контролю відповідно до міжнародних стандартів і найкращої практики ЄС, а також зобов'язань, передбачених Планом України. |
| Кластер 2: Внутрішній ринок | |
| 1. Вільна торгівля товарами | → забезпечити повне узгодження із законодавством ЄС у сфері ринкового нагляду та відновити повноцінне здійснення інспекцій та перевірок органами ринкового нагляду; → надалі приводити законодавство у відповідність до acquis щодо загальних принципів та гармонізованого галузевого законодавства; → продовжувати повну інтеграцію до Європейської інфраструктури якості у сфері стандартизації, метрології та ринкового нагляду. |
| 2. Вільний рух робочої сили | → привести свою законодавчу базу у відповідність до законодавства ЄС у сфері доступу до ринку праці, зокрема, до правил недискримінації за ознакою громадянства щодо працівників з ЄС; → працювати над укладенням угод про координацію соціального забезпечення та медичне страхування з державами-членами ЄС. → здійснювати підготовчу роботу щодо приєднання до Європейської мережі служб зайнятості (EURES) після вступу до ЄС. |
| 3. Надання послуг та відкриття бізнесу | → вжити заходів для усунення існуючих обмежень щодо надання послуг, використовуючи можливості, передбачені Угодою про асоціацію; → продовжити прогрес у наближенні до поштового законодавства ЄС, включаючи Регламент про транскордонні послуги доставки посилок; → продовжити прогрес у наближенні до законодавства ЄС у сфері взаємного визнання професійних кваліфікацій. |
| 4. Вільний рух капіталу | → відповідно до Плану України, підготувати та провести наступну Національну оцінку ризиків відповідно до оновленої методології національної оцінки ризиків легалізації (відмивання) доходів, одержаних злочинним шляхом, та фінансування тероризму в Україні; → продовжити підготовку до подання заявки на приєднання до SEPA; → вжити заходів для створення єдиного реєстру банківських рахунків фізичних та юридичних осіб відповідно до законодавства ЄС та доповнити законодавство щодо реєстрації бенефіціарних власників для всіх типів корпоративних та юридичних осіб в Україні, включаючи трасти. |
| 6. Корпоративне право | → розробити технологічне рішення для передачі фінансової звітності зареєстрованих юридичних осіб до єдиного державного реєстру; → надалі вдосконалювати вимоги щодо прозорості ринків капіталу відповідно до законодавства ЄС; → надалі приводити законодавство у відповідність до законодавства ЄС щодо цифрових інструментів та процесів, а також пропозицій щодо поглинання. |
| 7. Інтелектуальна власність | → продовжити гармонізацію із законодавством ЄС у сфері авторського права, прав промислової власності, а також комерційної таємниці; → удосконалити функціонування організацій колективного управління та виплату роялті правовласникам; → надалі вдосконалювати системи захисту прав промислової власності (ПІВ), зокрема, шляхом боротьби з піратством та контрафактною продукцією, забезпечення функціонування суду з питань інтелектуальної власності, а також посилення співпраці з Європейською агенцією інтелектуальної власності. |
| 8. Політика щодо конкуренції | → внести зміни до закону про державну допомогу для приведення його у відповідність до законодавства ЄС та повністю скасувати контроль за державною допомогою з боку АМКУ, відповідно до зобов'язань, передбачених у Плані України; → провести достовірну та повну інвентаризацію схем державної допомоги, запроваджених до створення органу, відповідального за контроль за державною допомогою в Україні; → здійснити подальші кроки щодо узгодження із законодавством ЄС відповідно до цієї глави, включаючи законодавство про державну допомогу у зв'язку з послугами, що становлять загальний економічний інтерес, також виконуючи відповідні зобов'язання, передбачені Планом України. |
| 9. Фінансові послуги | → розпочати підготовку до проведення незалежної оцінки якості активів банківського сектору відповідно до зобов'язань, передбачених Планом України; → продовжити узгодження банківського регулювання (включаючи схеми виведення банків з ринку та гарантування банківських вкладів) та регулювання небанківського сектору, включаючи страхування та регулювання ринків цінних паперів і капіталу, інвестиційних фондів та інфраструктури фінансових ринків; → відповідно до Плану України, продовжити імплементацію нового Закону про Національну комісію з цінних паперів та фондового ринку, дотримуючись принципів Міжнародної організації комісій з цінних паперів. |
| 28. Захист споживачів та здоров'я | → прийняти законодавство, яке відповідає законодавству ЄС про ринковий нагляд та загальну безпеку продукції; → прийняти національну стратегію та план дій у сфері охорони здоров'я, включаючи положення про громадське здоров'я та інформаційні системи охорони здоров'я, що сприятимуть інвестиціям у цей сектор, відповідно до зобов'язань, взятих на себе в рамках Плану України; → ухвалити законодавство, яке додатково узгоджується із законодавством ЄС щодо серйозних транскордонних загроз для здоров'я. |
| Кластер 3: Конкуренція та інтенсивне зростання | |
| 10. Цифрова трансформація та медіа | → забезпечити повне узгодження із законодавством ЄС у сфері роумінгу та його імплементацію, що дозволить Україні інтегруватися в зону ЄС «роумінгу як вдома»; → забезпечити, щоб незалежні регулятори у сфері телекомунікацій та медіа, а також центральні органи виконавчої влади у сфері електронних комунікацій мали достатнє фінансування та людські ресурси для виконання своєї ролі; → продовжити узгодження з Директивою ЄС про безпеку мережевих та інформаційних систем (НІС) відповідно до зобов'язань, передбачених Планом України. |
| 16. Оподаткування | → покращити узгодження законодавства щодо пільг зі сплати ПДВ, структури акцизних зборів та ставок; → внести зміни до національного законодавства з метою подальшого приведення його у відповідність до Директиви про боротьбу з ухиленням від сплати податків; → досягти подальшого прогресу у підготовці до імплементації положень Директиви про адміністративне співробітництво (DAC) щодо обміну інформацією з країнами-членами ЄС. |
| 17. Економічна та монетарна політика | → продовжити реалізацію стратегії НБУ щодо послаблення валютних обмежень, переходу до більшої гнучкості обмінного курсу та повернення до інфляційного таргетування; → обмежити монетарне фінансування державного бюджету; → удосконалити середньострокову бюджетну політику та практику, зокрема шляхом посилення технічної спроможності. |
| 19. Соціальна політика та зайнятість | → прийняти нове рамкове законодавство у сфері трудових відносин та охорони праці відповідно до законодавства ЄС, забезпечити сприятливе середовище для двостороннього та тристороннього соціального діалогу, а також посилити спроможність соціальних партнерів; → ухвалити стратегію деінституалізації альтернативної опіки над дітьми відповідно до зобов'язань у рамках Плану України та забезпечити реалізацію пов'язаних з нею реформ; → продовжити реформування системи соціальних виплат та запровадити систему закупівель соціальних послуг відповідно до зобов'язань, передбачених Планом України, з метою підвищення їх адресності, адекватності та сталості. |
| 20. Підприємництво та виробництво | → відповідно до Плану України, продовжувати дерегуляцію та діджиталізацію дозвільних процедур з метою подальшого покращення бізнес-середовища та інвестиційного клімату в Україні; → впроваджувати заходи для стимулювання приватного сектору та промислового розвитку, сприяти переходу до виробництва товарів з вищою доданою вартістю та підтримувати стимули для залучення прямих іноземних інвестицій. |
| 25. Наука та дослідження | → активізувати зусилля щодо використання можливостей, які надає програма «Горизонт Європа», скориставшись створенням офісу «Горизонт Європа» в Україні та беручи активну участь у відповідних управлінських структурах; → продовжувати створювати сприятливі адміністративні умови для розробки регіональних стратегій смарт-спеціалізації. |
| 26. Освіта та культура | → забезпечити виконання законодавства про дошкільну освіту; → забезпечити ухвалення та набуття чинності законодавства про професійну освіту; → забезпечити ухвалення Стратегії розвитку української культури. |
| 29. Митний союз | → досягти прогресу в імплементації нещодавніх змін до Митного кодексу, доопрацювати та ухвалити новий Митний кодекс, узгоджений з Митним кодексом ЄС; → досягти прогресу в реалізації Стратегічного плану цифровізації Державної митної служби на 2024-2026 рр. та продовжити роботу над розширенням поточної фази 5 NCTS до фази 6 NCTS; → покращити адміністративну спроможність Держмитслужби шляхом впровадження підходу до управління персоналом, заснованого на компетенціях, в основні процеси управління персоналом (відбір, оцінювання, професійний розвиток та тренінги). |
| Кластер 4: Зелений порядок денний і стале сполучення | |
| 14. Транспортна політика | → ухвалити Закон про залізничний транспорт, який створить інституційну та законодавчу основу для конкурентного ринку залізничних перевезень відповідно до стандартів ЄС та вимог Плану України, а також розпочати підготовку закону про внесення змін до деяких законодавчих актів щодо торговельного мореплавства та судноплавства на внутрішніх водних шляхах; → ухвалити переглянуту Національну транспортну стратегію до 2030 року та Стратегію розвитку та розширення прикордонної інфраструктури з державами-членами ЄС та Республікою Молдова до 2030 року відповідно до Плану України та розпочати їх реалізацію; → ухвалити соціальні та ринкові правила для автомобільного транспорту, посилити адміністративну спроможність та контроль за дотриманням правил ринку перевезень та заходів з безпеки руху, а також створити інспекційні та слідчі органи на залізничному, автомобільному та внутрішньому водному транспорті. |
| 15. Енергетика | → сприяти переходу до зеленої енергетики, розпочавши реалізацію Національного плану з енергетики та клімату (НПЕК), прийнявши ринкову законодавчу та нормативно-правову базу для інвестицій у відновлювані джерела енергії (ВДЕ) відповідно до зобов'язань за Планом України та вирішивши питання врегулювання заборгованості для виробників ВДЕ; → просування реформ ринку електроенергії шляхом прийняття та імплементації пакету заходів з інтеграції ринку електроенергії (що включатиме, серед іншого, призначення призначеного оператора ринку електроенергії), а також здійснення наступних кроків з імплементації закону про доброчесність та прозорість оптового ринку електроенергії (REMIT) (що включатиме прийняття імплементаційного законодавства та розробку ІТ-системи) відповідно до зобов'язань, взятих на себе в рамках Плану України; → відповідно до зобов'язань за Планом України, прийняти законодавство для подальшого посилення незалежності енергетичного регулятора та створення репутації справедливого та прозорого прийняття рішень. |
| 21. Транс'європейські мережі | → оцінити потенціал для модернізації критично важливої енергетичної та транспортної інфраструктури, в тому числі з сусідніми країнами, та спланувати таку модернізацію; забезпечити краще сполучення з країнами-членами ЄС через більш ефективні залізничні та автомобільні пункти перетину кордону TEN-T; → надалі узгоджувати та впроваджувати нормативно-правову базу, пов'язану з TEN-T і TEN-E, включаючи узгодження з новими Регламентами TEN-T і TEN-E та вдосконалення процесу видачі дозволів для проєктів TEN-E; → розвивати адміністративну спроможність та розширювати підготовку проєктів, щоб забезпечити реалізацію проєктів транспортної та енергетичної інфраструктури відповідно до стандартів ЄС. |
| 27. Довкілля та зміни клімату | → забезпечити актуалізацію питань довкілля та клімату і застосування наскрізного горизонтального природоохоронного законодавства, зокрема щодо оцінки впливу на довкілля (ОВД) та стратегічної екологічної оцінки (СЕО), до всіх планів, програм і проєктів, у тому числі тих, що стосуються реконструкції, що передбачає подальше обмеження режиму винятків, а також імплементацію та забезпечення дотримання законодавства ЄС щодо екологічних злочинів, відповідальності та доступу до правосуддя; → на основі Закону «Про державну кліматичну політику» підготувати та подати новий, більш амбітний Національно-визначений внесок за Паризькою угодою, оновити довгострокову стратегію низьковуглецевого розвитку та ратифікувати Кігальську поправку до Монреальського протоколу; → просування до ефективного механізму ціноутворення на вуглецеві квоти шляхом відновлення обов'язкового моніторингу, звітності та верифікації викидів парникових газів та прийняття плану дій щодо створення національної системи торгівлі квотами на викиди.               |
| Кластер 5: Ресурси, сільське господарство та згуртованість | |
| 11. Аграрна галузь і сільський розвиток | → ухвалити та розпочати реалізацію Стратегії розвитку сільського господарства та сільських територій до 2030 року, посилити адміністративну спроможність для її впровадження та продовжити адаптацію до законодавства ЄС; → імплементувати законодавство про ССГСТ та використовувати ССГСТ для всіх програм підтримки сільського господарства та розвитку сільських територій; → розробити мережу даних зі сталого розвитку фермерських господарств (FSDN). |
| 12. Харчова безпека, ветеринарія та фітосанітарія | → завершити узгодження законодавства, необхідного для виконання вимог УА щодо здоров'я рослин, генетично модифікованих організмів та офіційного контролю, надалі узгоджуватися із законодавством ЄС у сфері захисту тварин та посилення адміністративної спроможності для виконання вимог; → продовжувати розширювати використання TRACES з новими сертифікатами для фітосанітарних та інших цілей; → продовжити реформування органів, що здійснюють контроль за безпечністю харчових продуктів, та забезпечити реєстрацію, ідентифікацію та моніторинг переміщення тварин відповідно до вимог ЄС. |
| 13. Рибальство | → продовжити роботу з приведення національного законодавства у відповідність до законодавства ЄС, включаючи законодавство щодо збору, управління та використання даних, простежуваності водних ресурсів та системи інспектування; → здійснити підготовчі кроки до створення спеціального органу рибоохоронного контролю для боротьби з незаконним, непідзвітним та нерегульованим рибальством (ННН); → продовжити модернізацію державної електронної системи управління рибним господарством України (e-Fish) та гармонізувати її з аналогічними реєстрами ЄС. |
| 22. Регіональна політика та структурні інструменти | → ввести в дію Державну стратегію регіонального розвитку шляхом розробки та реалізації плану дій; → забезпечити виділення адекватної фінансової підтримки на потреби відновлення, реконструкції та модернізації субнаціональних органів влади; → посилити координаційну структуру в рамках регіональної політики для забезпечення систематичного та інклюзивного залучення регіональних та місцевих зацікавлених сторін, координованого урядом. |
| 33. Фінансові та бюджетні положення | → створити координаційну структуру для адміністративних процесів, необхідних для системи власних ресурсів, і надалі підвищувати обізнаність ключових зацікавлених сторін. |
| Кластер 6: Міжнародні відносини | |
| 30. Зовнішні відносини | → продовжувати забезпечувати відповідність своєї торговельної політики правилам СОТ та УА, в тому числі шляхом забезпечення дотримання зобов'язань щодо національного режиму відповідно до статті III:4 ГАТТ та статті 34 Угоди про асоціацію; → перед укладенням будь-якої нової двосторонньої торговельної угоди оцінювати її вплив у світлі статусу кандидата та майбутнього вступу до ЄС, забезпечивши, щоб будь-яка така угода містила положення, що дозволяє дострокове припинення її дії у разі вступу до ЄС. |
| 31. Міжнародна та безпекова політика | → привести законодавчу базу України у відповідність до положень Римського статуту Міжнародного кримінального суду (МКС) та пов'язаних з ним інструментів; → надалі узгоджуватися із заявами Високого представника ЄС від імені ЄС та санкціями ЄС (офіційна позиція Ради ЄС та дії СЗБП). |

## Громадська думка

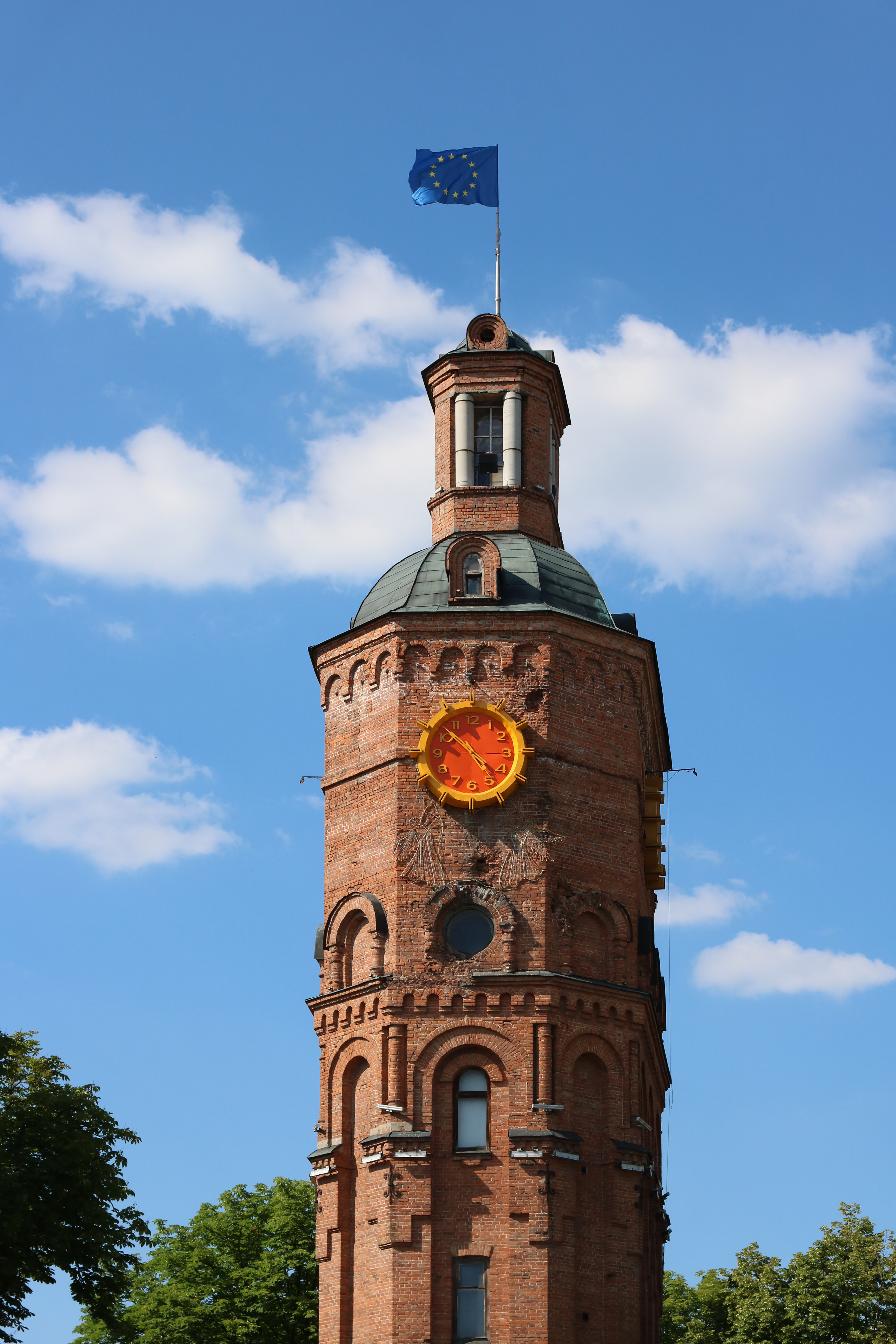
Прапор Європейського Cоюзу на вежі у Вінниці

### В Україні
Загалом українці підтримують вступ до Європейського Союзу.
Після початку повномасштабного російського вторгнення у 2022 році підтримка вступу до ЄС різко зросла. Зокрема, за даними Соціологічної групи «Рейтинг» у перші дні вторгнення (з 24 лютого) відбувся ріст підтримки з 68 % до 86 %, далі ріст продовжився і станом на кінець березня 2022 року підтримка склала 91 % — абсолютний рекорд за всі роки досліджень. Водночас більшість (56 %) переконані, що Україна стане членом Євросоюзу протягом одного-двох років, 23 % — за п'ять років. Також дещо зменшилася кількість тих, хто вірить, що Україна приєднається до Європейського Союзу у дуже короткій перспективі (з 61 % до 56 %), і зросла кількість тих, хто вірить у вступ до Союзу за п'ять років (з 13 % до 23 %).
| Дата          | Підтримка вступу до ЄС | Підтримка вступу до ЄС | Підтримка вступу до ЄС | Агенція                 |
| ------------- | ---------------------- | ---------------------- | ---------------------- | ----------------------- |
| Дата          | Так                    | Ні                     | Інше                   | Агенція                 |
| Липень 2022   | 91 %                   | 3 %                    | 6 %                    | Інфо Сапієнс            |
| Березень 2022 | 91 %                   | 5 %                    | 4 %                    | Рейтинг                 |
| Березень 2022 | 86 %                   | 9 %                    | 5 %                    | Рейтинг                 |
| Березень 2015 | 52 %                   | 12,6 %                 | 22,6 %                 | Центр Разумкова         |
| Грудень 2014  | 73 %                   |                        |                        | DW-Trend                |
| Березень 2014 | 53 %                   | 28 %                   |                        | МРІ                     |
| Березень 2014 | 50 %                   | 27 %                   |                        | GfK                     |
| Березень 2014 | 62 %                   | 38 %                   |                        | СОЦИС[джерело?]         |
| Лютий 2014    | 47 %                   | 38 %                   |                        | СОЦИС                   |
| Лютий 2014    | 41 %                   | 36 %                   |                        | МРІ                     |
| Січень 2014   | 38 %                   | 29 %                   | 25 %                   | Соціополіс              |
| Грудень 2013  | 43 %                   | 30 %                   | 20 %                   | R&B Group               |
| Грудень 2013  | 47 %                   | 36 %                   |                        | ДемІніціативи[джерело?] |
| Грудень 2013  | 46 %                   | 36 %                   |                        | R&B Group               |
| Листопад 2013 | 39 %                   | 37 %                   |                        | КМІС                    |
| Жовтень 2013  | 53 %                   | 34 %                   |                        | Рейтинг                 |
| Червень 2013  | 59 %                   | 24 %                   |                        | DW-Trend                |
| Березень 2013 | 50 %                   | 37 %                   |                        | Рейтинг[джерело?]       |
| Грудень 2012  | 48 %                   | 32 %                   |                        | ДемІніціативи           |
| Серпень 2012  | 32 %                   | 42 %                   |                        | МРІ                     |
| Грудень 2011  | 40 %                   | 33 %                   |                        | ДемІніціативи[джерело?] |
| Листопад 2011 | 45 %                   | 34 %                   |                        | Центр Разумкова         |
| Листопад 2011 | 42 %                   | 40 %                   |                        | МРІ                     |
| Травень 2010  | 53 %                   |                        |                        | GfK                     |
| Червень 2009  | 34 %                   |                        |                        | ЄРМВ                    |
| Січень 2008   | 63 %                   |                        |                        | BBC News[джерело?]      |

### У Європейському Союзі
Згідно з опитуванням, проведеним компанією Ifop на замовлення Ялтинської європейської стратегії та Фонду Жана-Жореса з 3 по 7 березня 2022 року, у Польщі прихильників вступу України в ЄС аж 92 %, в Італії — 71 %, у Німеччині — 68 %, у Франції — 62 %.
Опитування Flash Eurobarometer, яке провели у квітні в усіх країнах ЄС, свідчить про найбільшу підтримку вступу України до ЄС в Португалії, де це підтримали 87 % респондентів. Далі йдуть Естонія (83 %), Литва (82 %), Польща (81 %) та Ірландія (79 %). Найбільш скептично до вступу України ставляться угорці, де цю ідею підтримують тільки 48 % респондентів (проти — 37 %). Водночас в Угорщині найвища частка населення, яка не визначилась щодо цього питання — 16 % (стільки ж у Франції і Бельгії).
Відповідно до опитування, замовленого Центром «Нова Європа», яке є в розпорядженні Європейської правди, серед тих, хто визначився зі своєю позицією, на користь надання Україні кандидатства висловились 68 % німців, 65 % французів і 65 % нідерландців. Водночас 32 % мешканців Німеччини й по 35 % французів та нідерландців виступають проти такого рішення. Загалом 46 % жителів ФРН підтримують надання Україні статусу кандидата на членство в ЄС, 22 % виступають проти, ще 25 % не визначились із відповіддю, а 7 % не змогли відповісти на питання. Серед мешканців Франції 42 % підтримують надання України статусу кандидата, 24 % не підтримують, 26 % не мають чіткої позиції, ще 9 % не змогли відповісти. У Нідерландах 45 % респондентів підтримують кандидатство України, 24 % — виступають проти, 21 % не зміг обрати відповідь, 10 % — не знають.